# Izabela Czartoryska
Izabela (właściwie: Elżbieta) Dorota z Flemmingów Czartoryska (ur. 31 marca 1745 w Warszawie, zm. 17 czerwca 1835 w Wysocku) – polska arystokratka doby oświecenia, żona księcia Adama Kazimierza Czartoryskiego, przez którego weszła do stronnictwa politycznego Familii, w okresie Sejmu Czteroletniego związana ze Stronnictwem Patriotycznym. W młodości znana ze swobody obyczajów, wśród jej kochanków byli m.in. król Stanisław August Poniatowski i Nikołaj Repnin, poseł rosyjski w Warszawie. W późniejszym okresie życia czynnie zaangażowana w życie polityczne schyłkowego okresu I Rzeczypospolitej i pierwszych lat XIX wieku. Pisarka, mecenaska sztuki, kolekcjonerka pamiątek historycznych, które gromadziła zarówno w Polsce jak i podczas swoich licznych podróży po Europie. Po utracie przez Polskę niepodległości utworzyła pierwsze polskie muzeum w Świątyni Sybilli w Puławach, które wraz ze zbiorami również założonego przez nią w Puławach Domu Gotyckiego stały się zaczątkiem obecnego Muzeum Czartoryskich w Krakowie. Matka m.in. polityka księcia Adama Jerzego Czartoryskiego i pisarki Marii Wirtemberskiej.

## Dzieciństwo. Małżeństwo z Adamem Kazimierzem Czartoryskim
Izabela była córką podskarbiego wielkiego litewskiego Jerzego Detloffa Flemminga (w niektórych źródłach również określanego błędnie jako Jan Jerzy Flemming) i kanclerzanki wielkiej litewskiej Antoniny z Czartoryskich. Jej ojciec, wywodzący się z arystokracji niemieckiej osiadłej na Pomorzu Szwedzkim, tj. należącym do Szwecji Pomorzu Przednim, do końca życia nie mówił dobrze po polsku, brał jednak czynny udział w życiu politycznym kraju, związany był ze stronnictwem Czartoryskich. Matki Izabela nie znała, ponieważ ta zmarła, kiedy była jeszcze dzieckiem. W swoich pamiętnikach Izabela tak to wspominała:

Matka moja zmarła w połogu. Ojciec potem ożenił się z jej rodzoną siostrą. Po dwóch latach ta druga zeszła ze świata. Obiedwie siostry żyć przestały w dwudziestym drugim roku życia, obie 27 marca, obie na ospę w połogu, obie w tym samym domu w Warszawie, obie na tym samym łóżku.

Dziewczynka wychowywała się w Warszawie i przede wszystkim w pałacu w Wołczynie koło Brześcia (obecnie na Białorusi) pod opieką babki Eleonory z Waldsteinów, żony Michała Fryderyka Czartoryskiego.
W wieku 16 lat została wydana za mąż za swojego wuja ciotecznego księcia Adama Kazimierza Czartoryskiego, starostę generalnego ziem podolskich, posiadającego ogromny majątek, a także znanego z elegancji, znawcy literatury i sztuki, który sam też pisał utwory dramatyczne, władającego kilkunastoma językami, w tym arabskim, tureckim i perskim, przyszłego komendanta Szkoły Rycerskiej. Rzeczywistym powodem ślubu, który został zawarty w Wołczynie 19 listopada 1761 (ślubu udzielał biskup poznański Teodor Czartoryski, również krewny Izabeli), była w istocie chęć jeszcze bliższego związania dwóch możnych skoligaconych z sobą rodów. Jerzy Detloff Flemming przekazał w posagu Izabeli 800 000 złotych i rozległe dobra. Młodzi małżonkowie początkowo nie darzyli siebie uczuciem. Przyczyniała się do tego również nieatrakcyjność fizyczna Izabeli w momencie ślubu, spowodowana niedawno przebytą ospą. Jak po latach wspominał Adam Jerzy Czartoryski, syn Izabeli:

Matka moja na krótki czas przed ślubem, zwiedzając jedną chatę wieśniaczą, znalazła w niej w kolebce dziecię w najwyższym stopniu ospy. Matka moja przeraziła się tym mocno, bo już parę jej sióstr na ospę umarło. Jakoż i sama tak zapadła, że o jej życiu zwątpiono. Przyszedłszy do zdrowia, ponieważ ojcowie ten związek naglili, ubrano ją więc do ślubu. Przyszła do ślubu z twarzą okrytą dziobami i czerwonymi plamami i peruką na głowie, bo wszystkie włosy była straciła. Księżna Lubomirska była w rozpaczy i mdlała przy tym, że tak brzydką żonę dają jej bratu; a choć miała wielką władzę nad swoim ojcem, ten wpływ nie przeszkodził jednak związkowi familijnemu, który był uważany za bardzo korzystny i po zawarciu którego matka moja, wyzdrowiawszy zupełnie, wkrótce do znakomitej doszła piękności.

## Młoda mężatka

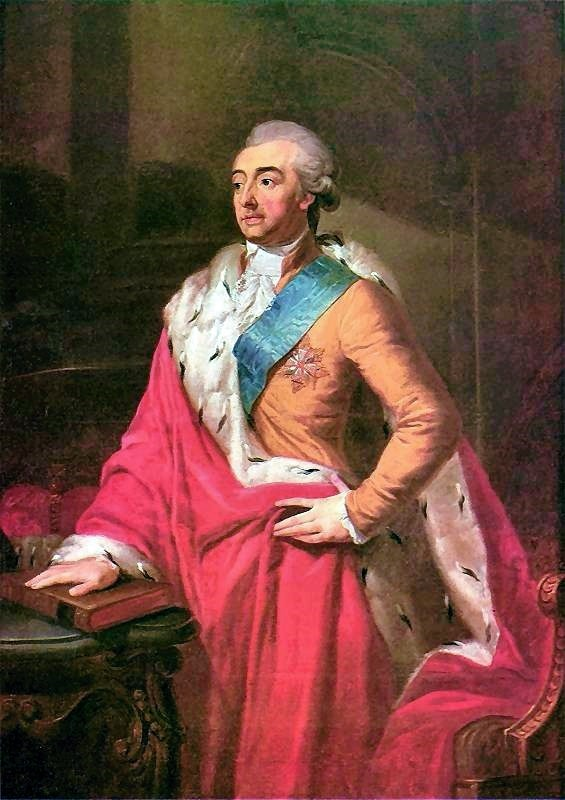
Adam Kazimierz Czartoryski

Po ślubie młoda para zamieszkała w Oleszycach (obecnie województwo podkarpackie), zimowe miesiące spędzała w Pałacu Błękitnym w Warszawie. Księżna nie czuła się tam dobrze – mąż traktował ją lekceważąco, do tego musiała znosić upokorzenia ze strony jego siostry Izabeli Lubomirskiej. Cieszyła się za to sympatią swojego kuzyna Stanisława Poniatowskiego, przyszłego króla Polski, który występował w jej obronie, a w przyszłości miał zostać jednym z jej kochanków.
Nieczująca się dobrze w swoich dobrach księżna wyjeżdżała z mężem za granicę, towarzysząc mu w męskim przebraniu pazia. Powodowało to czasami nieporozumienia, np. raz we Frankfurcie nad Menem wzięto ją za królewicza duńskiego, a w Moguncji padła nawet ofiarą napastowania seksualnego, którego próbowała dopuścić się wobec niej pewna starsza od niej kobieta. Podróże te odegrały dużą rolę w kształceniu intelektu Czartoryskiej, o co dbał też jej mąż. Wspólnie odwiedzili Jana Jakuba Rousseau, goszczono ich również w salonach francuskiej arystokracji.
Jeszcze za życia Augusta III, który zmarł w 1763, Familia, stronnictwo Czartoryskich, przy poparciu Rosji dążyła do przejęcia władzy w Polsce. Jako kandydata na nowego króla wysuwano początkowo księcia Adama Kazimierza, do objęcia polskiego tronu zachęcał go też podczas wizyty w Petersburgu w 1762 car Piotr III, Adam Kazimierz, bardziej zainteresowany literaturą, sztuką i nauką, odmówił jednak, twierdząc, że nie czuje się na siłach, aby wziąć odpowiedzialność za pogrążoną w anarchii Rzeczpospolitą. Na jego kandydaturę nie zgodziła się też caryca Katarzyna II, która objęła władzę w Rosji po obaleniu i zamordowaniu Piotra III. Obawiała się, że dzięki swojemu majątkowi i przymiotom intelektu będzie on zbyt niezależny; od swojego posła w Warszawie Repnina i króla Prus Fryderyka II wiedziała również, że Czartoryscy zamierzają znieść liberum veto i wprowadzić reformy zagrażające dominującej pozycji Rosji w Rzeczypospolitej. Ostatecznie nowym władcą w 1765 został również należący do Familii dawny faworyt Katarzyny Stanisław Poniatowski, który po koronacji przybrał imiona Stanisława Augusta; Adam Kazimierz musiał zadowolić się stanowiskiem marszałka Sejmu konwokacyjnego.

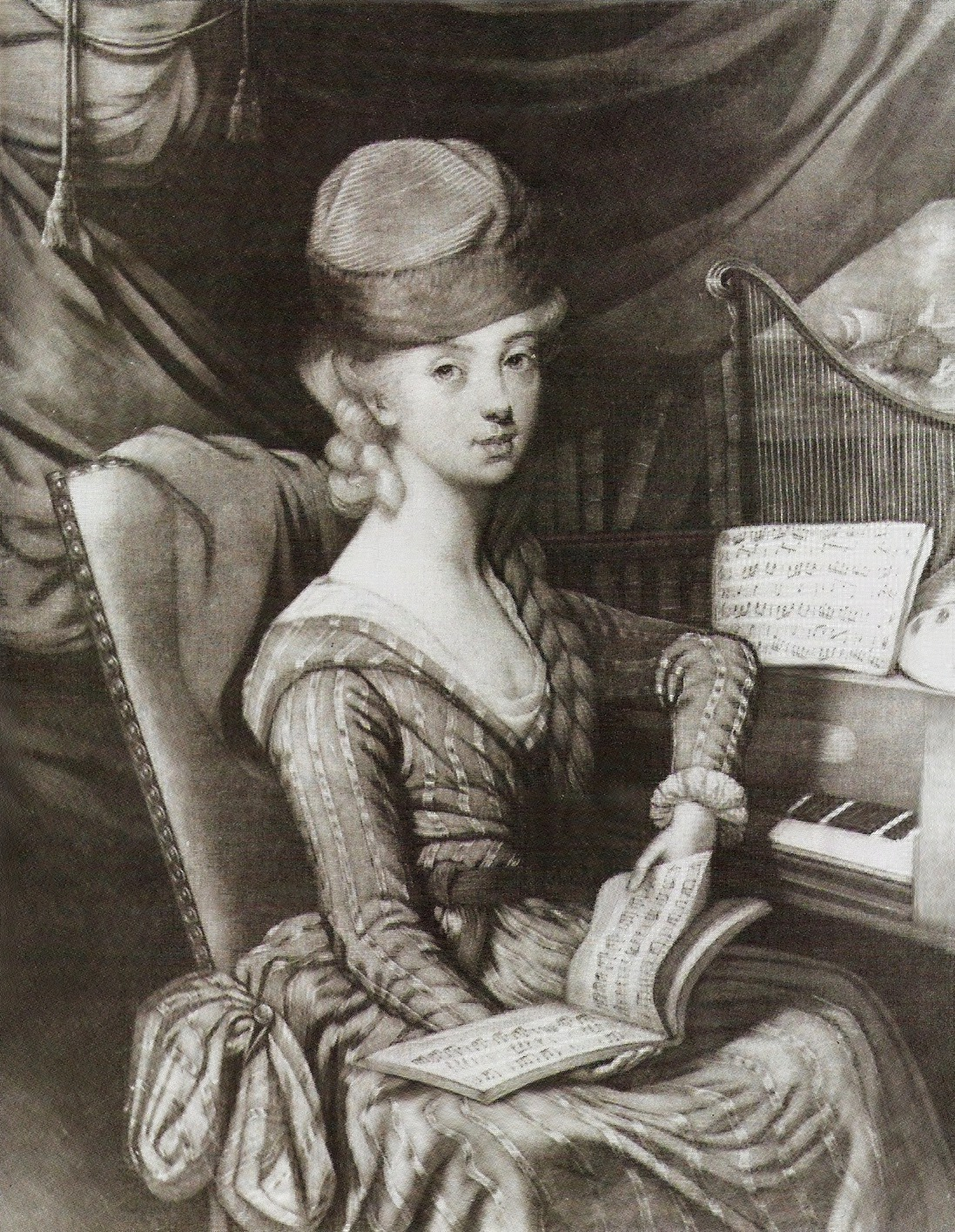
Izabela Czartoryska (1777)

Po wyborze nowego władcy Izabela z mężem nadal prowadzili w Warszawie aktywne życie towarzyskie. Wspólnie występowali w amatorskich przedstawieniach Thėâtre de Société, granych w Pałacu Kazimierzowskim (obecnej siedzibie Uniwersytetu Warszawskiego). Mimo że nie wyróżniała się urodą, 19-letnia Czartoryska często grała w tych przedstawieniach role amantek, nawiązała też przelotny romans z hrabią Alojzym Fryderykiem von Brühlem, reżyserującym sztuki. Mimo tego przelotnego związku na czas ten, zdaniem Gabrieli Pauszer-Klonowskiej, przypada również początek autentycznego zbliżenia i rodzącej się miłości małżonków, którzy przedtem małżeństwo to traktowali bardziej jako transakcję handlową. Małżonkowie pozostali razem do końca życia Adama Kazimierza, chociaż oboje utrzymywali jeszcze wiele związków pozamałżeńskich.
W 1765 księżna urodziła swoją pierwszą córkę – Teresę. Według opinii współczesnych po połogu bardzo wyładniała. Giacomo Casanova, który poznał Czartoryskich w tymże roku, napisał, że „książę poślubił bardzo ładną kobietę, ale nie ma z nią jeszcze dziecka, bo jest dla niego za chuda” (co sugerowałoby, że Teresa pochodziła być może z romansu Izabeli). Jeden z ówczesnych pamiętnikarzy zanotował: „Miała jakiś niewypowiedziany wdzięk w spojrzeniu i w ruchach”, a zdaniem Juliana Ursyna Niemcewicza (adiutanta księcia Adama Kazimierza) „nic wyrównać się nie mogło blaskowi czarnych jej oczu i płci białości”. Izabela odtąd stała się jednym z magnesów życia towarzyskiego w Warszawie.
Sama Czartoryska dosyć wysoko oceniała swoje warunki fizyczne, później, w wieku 35 lat, tak o nich pisząc:

Piękną nigdy nie byłam, ale często bywałam ładną. Mam piękne oczy, a że się w nich wszystkie uczucia duszy malują – wyraz twarzy mojej bywa zajmujący. Płeć mam dosyć białą, czoło gładkie twarzy nie szpeci, nos ani brzydki, ani piękny, usta mam duże, zęby białe, uśmiech miły i ładny owal twarzy. Włosów posiadam dosyć, aby nimi łatwością przybrać moją głowę, są ciemnego jak i brew koloru. Raczej słusznego jestem wzrostu aniżeli mała, kibić mam wysmukłą, gors może za chudy, rękę brzydką, ale za to nóżkę prześliczną i wiele wdzięku w ruchach. Twarz moja podobna w tym do umysłu – największy obojga powab zależał na zręczności, z jaką umiałam podwoić ich wartość. W młodości byłam bardzo zalotną, jestem nią mniej z dniem każdym, chociaż płeć moja niewieścia jeszcze mi przypomina czasem, że podobanie się ma wielki w sobie urok.

## Romanse z królem, posłem Repninem i diukiem de Lauzun

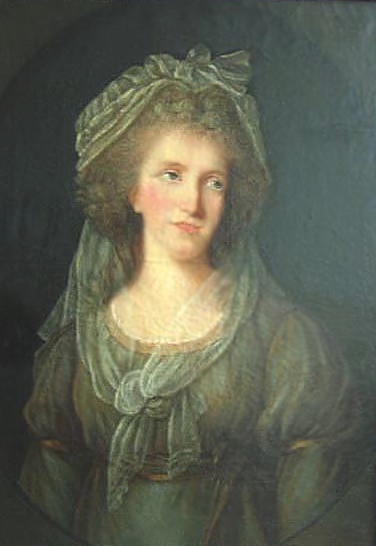
Córka Maria. Jej ojcem był Stanisław August Poniatowski.

Prawdopodobnie ok. 1765 sympatia Czartoryskiej do kuzynka „Antosia” (czyli króla Stanisława Augusta Poniatowskiego) przerodziła się w głębsze uczucie. Związek Izabeli ze Stanisławem był powszechnie znany w Warszawie. Wiedział o nim również jej mąż, który tolerował ten romans, a nawet podwoził księżnę do zamku na spotkania z królem, sam szukając w tym czasie przygód miłosnych gdzie indziej. Owocem związku Czartoryskiej i Poniatowskiego była córka Maria Anna, późniejsza pisarka, urodzona w marcu 1768, którą ulica złośliwie nazywała „Ciołkówną” (Ciołek był herbem Stanisława Augusta Poniatowskiego, a także jego pogardliwym przezwiskiem).

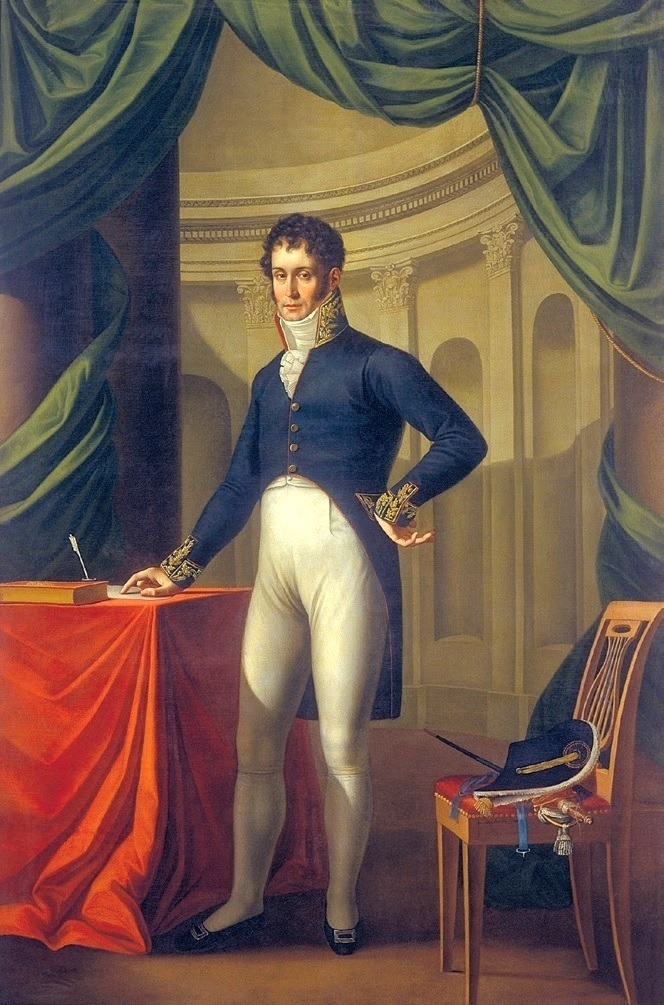
Syn Adam Jerzy

Jednocześnie Czartoryska nawiązała romans z posłem rosyjskim Nikołajem Repninem, reprezentującym w Warszawie interesy Katarzyny II, którego zadaniem było torpedowanie prób reform w ówczesnej Polsce. Repninowi, którego nie darzyła uczuciem, Izabela uległa na prośbę króla i męża Adama, którzy mieli nadzieję na zdobycie w ten sposób przychylności posła. 4 marca 1767 (w środę popielcową) Czartoryska i Repnin wywołali w Warszawie powszechne zgorszenie, kiedy Repnin wykupił cały teatr (który tego dnia powinien być normalnie zamknięty) i nakazał grać dla siebie, Izabeli i personelu poselstwa komedię francuską. Wreszcie 14 października 1767 księżna mimowolnie przyczyniła się do jednego z największych gwałtów dokonanych przez Rosję w XVIII-wiecznej Polsce. Kiedy król dowiedział się o planach biskupa krakowskiego Kajetana Sołtyka wszczęcia krucjaty przeciwko dysydentom, poprosił Izabelę o zorganizowanie wspólnego spotkania z Repninem. Wynikiem tego spotkania było, na prośbę króla, uprowadzenie i wywiezienie do Kaługi w Rosji Kajetana Sołtyka, hetmana polnego koronnego Wacława Rzewuskiego, jego syna Seweryna Rzewuskiego i biskupa kijowskiego Józefa Załuskiego.
Gwałty Repnina i ingerencje Rosji w wewnętrzne sprawy Polski doprowadziły w końcu do zawiązania w lutym 1768 konfederacji barskiej i wybuchu powstania. Czas ten Izabela i Adam Kazimierz Czartoryscy, chcąc uniknąć zagrożenia walkami, częściowo spędzili podróżując po Europie. Tymczasem 10 kwietnia 1769 caryca Katarzyna II odwołała Repnina z urzędu. Dymisja ta była spowodowana niezadowoleniem cesarzowej z niedostatecznej ochrony interesów Rosji w Polsce, ale również romansem posła z Czartoryską – Repnin, który początkowo romans ten traktował jako przelotną miłostkę, zapałał do Izabeli autentyczną miłością. Ze związku tego 14 stycznia 1770 urodził się pierwszy syn księżnej – Adam Jerzy Czartoryski, późniejszy polityk i przywódca obozu Hôtel Lambert w Paryżu.
W 1772 księżna wyjechała z mężem do Holandii, aby załatwić tam sprawy spadkowe po swoim zmarłym ojcu Jerzym Detloffie Flemmingu i sprzedać należące do niego hrabstwo Berkeloo. Jesienią 1772 znalazła się w Londynie, gdzie towarzyszył jej również Repnin. Spotkała się tam z m.in. Benjaminem Franklinem, późniejszym politykiem amerykańskim, który wyleczył ją z chwilowej depresji grą na fisharmonii. W jednym z londyńskim salonów spotkała też francuskiego księcia (diuka) Armanda Louis de Gontaut de Lauzun, w polskich kręgach towarzyskich często lekceważąco nazywanego „duczkiem lozańskim”, z którym miała przeżyć swój najburzliwszy romans. Już pierwszy kontakt z Czartoryską wywarł na diuku, choć ten był mężczyzną żonatym, duże wrażenie. O spotkaniu z nią tak pisał w swoich pamiętnikach:

Na pokoje wkroczyła dama lepiej ubrana i uczesana, niż bywają zazwyczaj Angielki. Zapytałem o nią, powiedziano mi, że jest to Polka, księżna Czartoryska. Średniego wzrostu, za to wspaniałej kibici, mając najpiękniejsze oczy, najpiękniejsze włosy, najpiękniejsze zęby, śliczne stópki i będąc cery wielce śniadej, acz nieświeżej i zeszpeconej przez ospę, łagodnością w sposobie bycia i ruchami o niezrównanym wprost wdzięku pani Czartoryska udowadniała, że nie będąc wcale ładną, można być osobą uroczą.

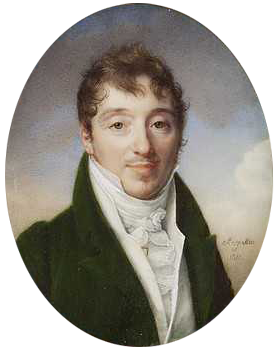
Syn Konstanty Adam. Jego ojcem był diuk de Lauzun.

Ponieważ ani mąż, ani Repnin początkowo nie mieli nic przeciwko kontaktom Izabeli z księciem de Lauzun (Repnin był zazdrosny jedynie o Adriena Louisa de Bonnières, hrabiego de Guines, ambasadora francuskiego w Londynie, który wtedy również adorował Izabelę), w tym samym roku (1772) cała trójka wyjechała „do wód” do Spa w dzisiejszej Belgii. Po wyjeździe Repnina księżna, w drodze ze Spa do Brukseli, wyznała diukowi swoją miłość. W Paryżu 5 listopada 1773 doszło do zbliżenia między kochankami, następnego dnia targana wyrzutami sumienia Czartoryska próbowała się otruć, została jednak odratowana. Przebywając z diukiem w Paryżu, przeżywała chwile coraz silniejszego uniesienia miłosnego, ostatecznie odtrąciła też Repnina, który powrócił do Rosji. Sama Izabela powróciła do kraju w kwietniu 1774, wyznając Lauzunowi przy odjeździe, że jest z nim w odmiennym stanie. 28 października 1774 w Pałacu Błękitnym w Warszawie urodziła syna Konstantego Adama; jego prawdziwy ojciec, de Lauzun, wezwany przez Izabelę, był obecny przy porodzie, ukryty w szafie za łóżkiem księżnej.
Plany diuka ułożenia życia z Czartoryską ostatecznie zakończyły się fiaskiem. Został wezwany z powrotem do Francji; stosunki pomiędzy kochankami zaczęły się również pogarszać, Izabela wyrzucała Lauzunowi niewierność, sama też romansowała z innymi mężczyznami, m.in. Franciszkiem Ksawerym Branickim; wreszcie doszło do zerwania korespondencji. Diuk de Lauzun zginął na gilotynie podczas rewolucji francuskiej w 1793. Już po jego śmierci, ale jeszcze za życia Czartoryskiej, w 1821, ukazały się jego pamiętniki, które wywołały skandal zarówno w Polsce jak i we Francji. De Lauzun szczegółowo opisał w nich swój romans z Izabelą, jak również z innymi damami z angielskiej i francuskiej arystokracji, a także z kobietami z „gminu”. Dotknięte tymi niedyskrecjami rodziny domagały się uznania pamiętników za falsyfikat i jeszcze w 1858 na żądanie Czartoryskich, przede wszystkim Adama Jerzego, syna Izabeli, zostały one skonfiskowane. Obecnie ich autentyczność jest powszechnie uznawana przez historyków.

## Powązki. Śmierć córki Teresy

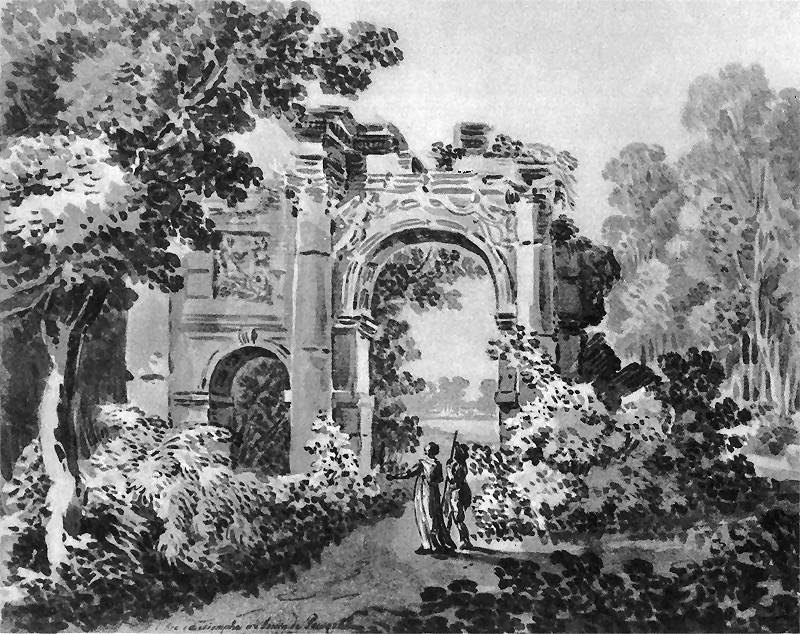
Ruiny Łuku Triumfalnego w Powązkach, rys. Zygmunt Vogel

Chociaż główną rezydencją Czartoryskich w Warszawie był Pałac Błękitny, księżna dużo czasu spędzała w swojej letniej rezydencji w Powązkach, wówczas wiosce leżącej 3 mile od Warszawy. Po wydzierżawieniu Powązek przez księstwo w 1771, Izabela postanowiła stworzyć na tym terenie sentymentalny park krajobrazowy, który mógłby konkurować z Mokotowem (Mon Coteau) jej szwagierki Izabeli Lubomirskiej i Arkadią przyjaciółki Heleny Radziwiłłowej. Opis rezydencji dał po latach Adam Jerzy Czartoryski w swoich pamiętnikach:

Było to rodzajem jakiegoś oazis, bo był otoczony morzem z piasku, a sam piękny i zielony. Każde z dzieci miało swoją chałupkę i ogród, a we środku na wzgórzu był dom większy mojej matki, nad łąką, gajem otoczoną z jednej strony, nad obszerną sadzawką, która swe wody rozlewała rzeczką dookoła wszystkich plantacji. Moja matka ustroiła te miejsca ruinami. Była tam wyspa i młyn, i grota na wyspie, i stajnie na kształt dawnego amfiteatru, i podwórze obszerne, na którym mnogość kur i gołębi (…). Każda chałupa miała swoje godło. Moja siostra Maria miała ziębę z napisem Wesołość, mnie dano gałązkę dębową z napisem Stałość, na domie mojej matki była kura z kurczętami, nad domem mojej siostry Teresy kosz z różami białymi i napis Dobroć, nad domem zarządcy pana Wolskiego – pszczoły z napisem Pracowitość. Wszystko układu i pomysłu mej matki.

Z kolei szwajcarski matematyk Johann Bernoulli, który odwiedził Polskę i Czartoryskich w 1778, tak opisywał rezydencję:

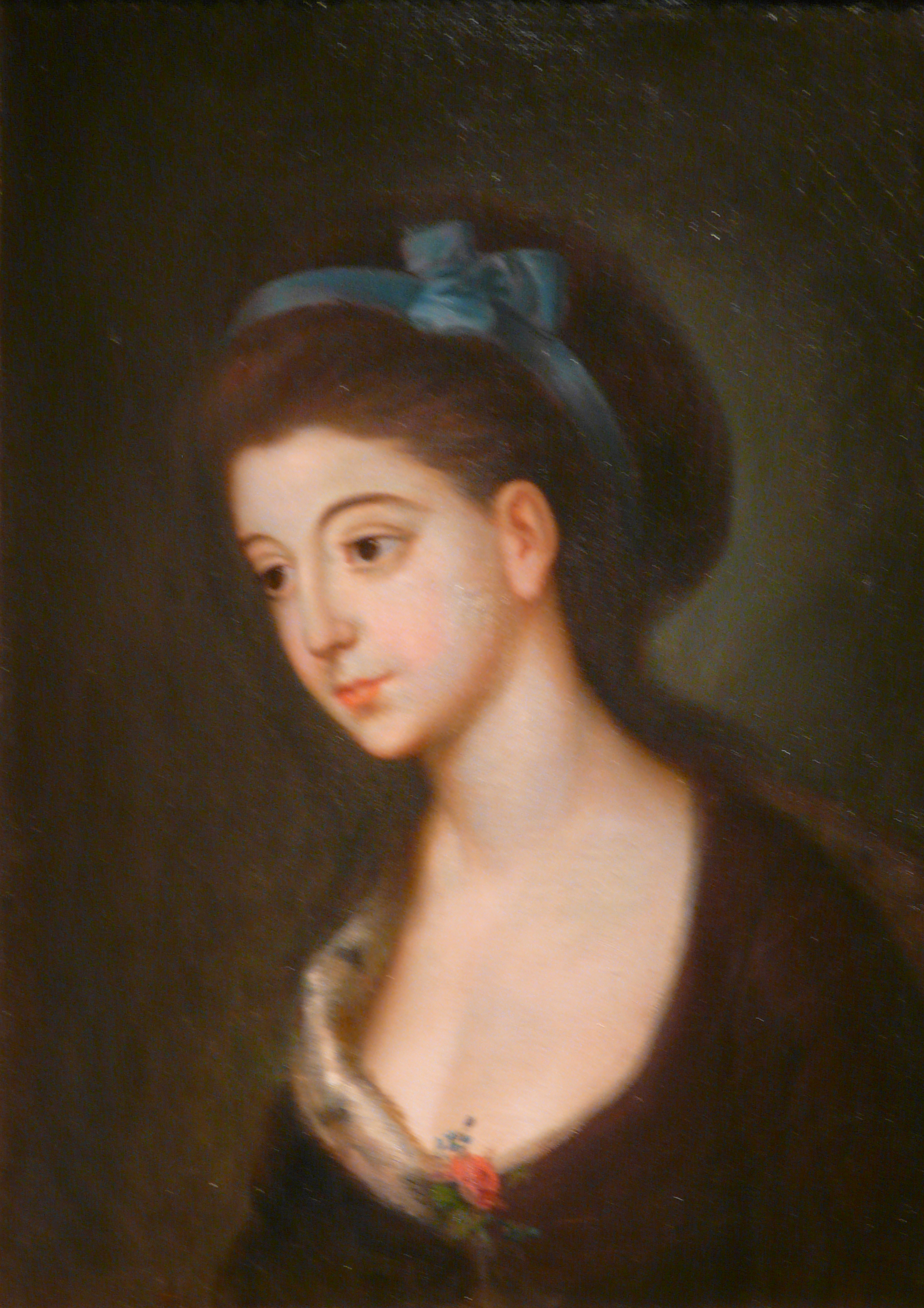
Teresa Czartoryska

Powązki mają wygląd małej wsi, ukrytej w lasku wśród jezior i strumyków. Prócz kilku sztucznych ruin widzi się tu jedynie proste, kryte słomą, drewniane chaty. Wewnątrz jednak chatki te umeblowane są z niesłychanym wprost smakiem i przepychem

Na odwiedzających Powązki największe wrażenie wywierał domek księżnej Izabeli, a w niej w dolnej kondygnacji luksusowa łazienka. Jak pisał Bernoulli:

W ostatnim pokoju górnego piętra znajduje się ukryta nisza, w której przy pomocy specjalnego urządzenia można spuścić się do dolnego pokoju. Ten pokój – to łazienka. Ale jaka łazienka! Wanna ukryta jest w niszy pod kanapą obitą drogocenną złotą materią, ściany wyłożone są prawdziwymi kafelkami porcelanowymi najwykwintniej wymalowanymi, ze złotymi obwódkami. Naliczyłem tych kafelków około sześciuset, a pojedynczy kafelek, w co łatwo uwierzyć, kosztował dukata.

Powązki księżnej Izabeli, które leżały naprzeciw dzisiejszego Cmentarza Wojskowego, nie zachowały się do czasów współczesnych, zostały zniszczone podczas insurekcji kościuszkowskiej w 1794, o przeszłości dzielnicy przypominają dzisiaj jedynie nazwy ulic: Sybilli, Izabelli. W końcu XVIII wieku było to jednak bardzo modne miejsce wśród arystokracji; w Powązkach przyjmowano gości, m.in. króla Stanisława Augusta, urządzano zabawy i przedstawienia teatralne, w których występowała Czartoryska i jej rodzina.
Ten nastrój zabawy i ciągłej pogoni za przyjemnością zniszczyła dopiero tragiczna śmierć najstarszej córki, Teresy. Na przełomie 1779 i 1780 w Pałacu Błękitnym doszło do nieszczęśliwego wypadku – od ognia z kominka zajęła się sukienka Teresy. Mimo natychmiastowej pomocy udzielonej przez Jana Norblina, domownika Czartoryskich, który płaszczem zgasił płomienie, po kilkunastu dniach, 13 stycznia 1780, dziewczyna zmarła na skutek poparzeń. W tym czasie Izabela była właśnie w połogu, urodzona przez nią córka Gabriela również zmarła po kilku dniach. Wydarzenie to było bardzo ciężkim przeżyciem dla księżnej. Czwartek, dzień śmierci Teresy, stał się dla niej odtąd dniem żałoby; pamięci Teresy poświęcił również swój poemat Therese Czartoryska szwajcarski poeta i kaznodzieja Johann Caspar Lavater, którego księżna poznała w Zurychu i z którym prowadziła korespondencję. Po śmierci Teresy matka nakazała przenieść jej domek na Powązkach (z nienaruszonym wyposażeniem jako pamiątkami po córce) w głąb lasu, rzadziej też odwiedzała swoją wcześniej ulubioną rezydencję.

## Czartoryscy w Puławach

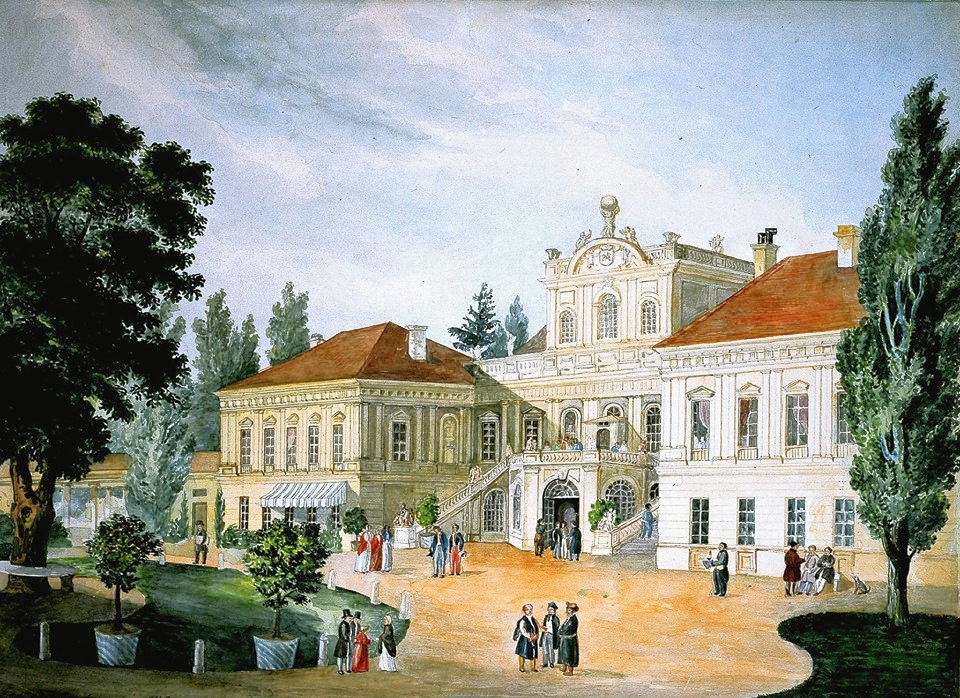
Rezydencja Czartoryskich w Puławach. Akwarela Konstantego Czartoryskiego z 1842.

4 kwietnia 1782 zmarł wojewoda ruski August Aleksander Czartoryski, teść Izabeli. Ogromny majątek rozdzielono pomiędzy jego dzieci – Izabelę Lubomirską i Adama Kazimierza, który otrzymał m.in. klucze na Podolu, na Wołyniu (dobra klewańskie), Sieniawę, Wołczyn i klucz końskowolski z Puławami. Wkrótce potem, w 1783, Adam Kazimierz, rozżalony tym, że król godność wojewody ruskiego nadał nie jemu, jako spadkobiercy ojca, lecz Szczęsnemu Potockiemu, postanowił przenieść swoją główną siedzibę z Pałacu Błękitnego w Warszawie do Puław. Decyzję tę ułatwił fakt, że stosunki pomiędzy Stanisławem Augustem a Familią Czartoryskich od kilku lat nie układały się najlepiej.
W rozwój i upiększanie rezydencji puławskiej szczególnie zaangażowała się księżna. Wynajęła wielu artystów, budowniczych i architektów krajobrazu, którzy pod jej kierunkiem przebudowywali pałac i park puławski (pracami kierował architekt Joachim Hempel). W 1788 rozpoczęto budowę doryckiej pomarańczarni, zwanej Domem Greckim (obecnie siedziba Miejskiej Biblioteki Publicznej w Puławach), później, w 1791, przystąpiono do budowy pałacu Marynki, przeznaczonego dla córki Marii. Czartoryska miała ambicję, aby jej Puławy, nazywane „Atenami Polskimi”, dorównywały dworowi królewskiemu. Rozwojowi życia kulturalnego i intelektualnego na dworze Czartoryskich sprzyjała obecność literatów, malarzy i działaczy oświeceniowych, którzy zajmowali się m.in. nauką dzieci księstwa. Wśród nich byli Gotfryd Ernest Groddeck (późniejszy profesor Uniwersytetu Wileńskiego, późniejszy nauczyciel Adama Mickiewicza), Grzegorz Piramowicz (proboszcz w pobliskim Kurowie i Końskowoli), Julian Ursyn Niemcewicz, Jan Paweł Woronicz, Franciszek Dionizy Kniaźnin, Jan Piotr Norblin. Dzięki opiece Czartoryskich wykształcił się też i rozpoczął karierę syn puławskiego stolarza architekt Chrystian Piotr Aigner.

## Małżeństwo córki Marii z Ludwikiem Wirtemberskim

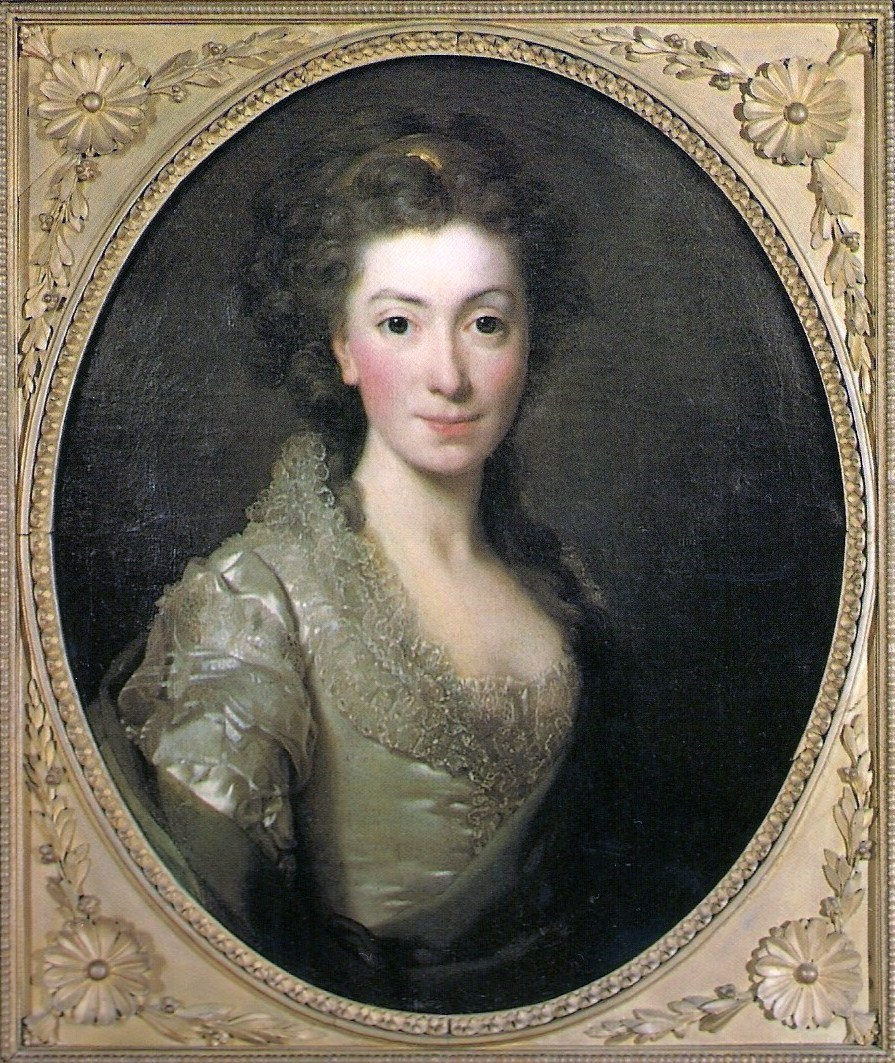
Izabela Czartoryska, mal. Alexander Roslin (1774)

Na lata te przypadł też początek krótkiego i burzliwego małżeństwa Marii – najstarszej córki Czartoryskich – z niemieckim księciem i generał-majorem armii pruskiej Ludwikiem Wirtemberskim. Ludwik pojawił się w Warszawie w 1784 i wkrótce poprosił o rękę 16-letniej Marii. Mimo że miał opinię awanturnika i był ścigany przez wierzycieli, wywarł dobre wrażenie na Czartoryskich, m.in. dzięki swoim koligacjom rodzinnym – był bratem króla Fryderyka I Wirtemberskiego, siostrzeńcem króla Prus Fryderyka II i bratem przyszłej carycy Marii Fiodorowny, Czartoryscy mieli więc nadzieję uzyskać przez niego wpływy na europejskich dworach. Duże znaczenie odegrało też poparcie, jakiego Ludwikowi udzielił jego wuj – Fryderyk II własnoręcznie napisał list do rodziców Marii, prosząc ich o wyrażenie zgody na to małżeństwo. Rzeczywistym motywem Fryderyka było przy tym umocnienie orientacji propruskiej w Polsce (z którą Czartoryscy byli wtedy identyfikowani) i być może osadzenie w przyszłości Ludwika na tronie polskim. Maria początkowo gwałtownie opierała się tym zalotom (sama była zakochana w poecie Franciszku Kniaźninie, domowniku Czartoryskich), pod naciskiem matki w końcu wyraziła zgodę na małżeństwo, które zawarto 28 października 1784 w Siedlcach na dworze Aleksandry Ogińskiej, ciotki matki panny młodej.
W styczniu 1785 młoda para pod opieką Izabeli udała się do Niemiec. W pałacu Sanssouci w Poczdamie spotkali się z królem Prus Fryderykiem II, następnie wyjechali do Trzebiatowa, gdzie Ludwik był dowódcą pułku kirasjerów. W 1787 matka odwiedziła też córkę i jej męża w Montbéliard (obecnie we Francji), gdzie mieściła się rezydencja Ludwika; przeważnie Maria przebywała jednak sama z mężem w Trzebiatowie, tęskniąc za Puławami i cierpiąc z powodu coraz bardziej agresywnego zachowania Ludwika.

## Afera Dogrumowej
Na przełomie roku 1784/1785 miało też miejsce inne ważne wydarzenie w życiu księstwa – Czartoryscy padli wtedy ofiarą tzw. afery Dogrumowej. Sprawczynią afery była niejaka majorowa Maria Anna d’Ugrumoff (nazwisko po drugim mężu, jej nazwisko panieńskie i pochodzenie nie są pewne, Jerzy Skowronek przypuszczał, że mogło chodzić o Holenderkę Annę Marię Neri), powszechnie znana jako Dogrumowa, która, wiedząc o antagonizmie pomiędzy królem a Familią Czartoryskich, postanowiła doprowadzić do otwartej konfrontacji pomiędzy nimi. Najpierw na audiencji u króla oświadczyła mu, że wie o spisku na jego życie, w którym miał jakoby uczestniczyć Adam Kazimierz Czartoryski, a kiedy król nie uwierzył w to oskarżenie i odprawił ją z niczym, udała się z kolei do księcia Adama i powiedziała mu, że to król szykuje na niego zamach, którego wykonawcami mają być królewski kamerdyner Franciszek Ryx i generał Jan Komarzewski. Adam Czartoryski uwierzył w to oskarżenie; rezultatem było uwięzienie Ryxa i Komarzewskiego, którzy z kolei sami wytoczyli proces o zniesławienie stronnikom Czartoryskiego. Sprawa wywołała ogromny ferment w ówczesnej Warszawie, której mieszkańcy podzielili się na zwolenników księcia Adama oraz na tych przekonanych o fałszywości oskarżeń i o tym, że rzekomy zamach był wymysłem Dogrumowej. Zakończony w kwietniu 1785 proces przyznał rację tym drugim – Dogrumowa za oszczerstwo została skazana na dożywocie w twierdzy gdańskiej (wyszła na wolność po II rozbiorze i zajęciu Gdańska przez Prusy), a rzekomi zamachowcy uniewinnieni. Stanisław Poniatowski, bratanek króla, w swoich pamiętnikach przypuszczał później, że za Dogrumową w rzeczywistości stał ambasador rosyjski w Warszawie Otto Magnus von Stackelberg, który chciał w ten sposób ostatecznie skłócić króla i Familię.
W istocie, afera Dogrumowej i przegrany proces (który kosztował księcia Adama blisko 4 miliony złotych) jeszcze bardziej pogłębiły urazę, jaką Czartoryscy żywili do króla. Izabela Lubomirska, siostra Adama Czartoryskiego, stojąca po jego stronie podczas afery, wyjechała za granicę i już nie wróciła do kraju, zaś Czartoryscy z całym dworem przenieśli się do Puław.

## Matka Spartanka

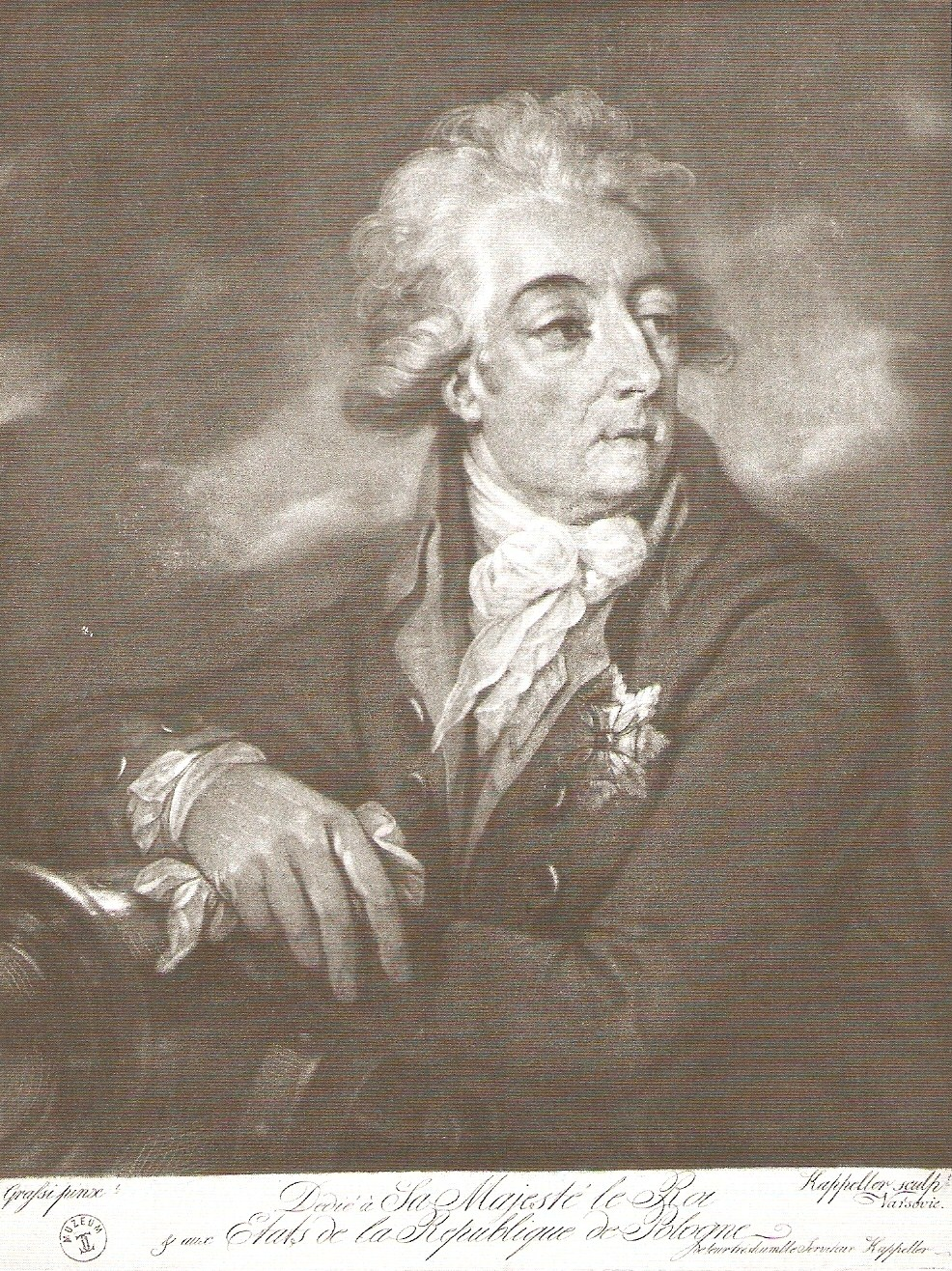
Adam Kazimierz Czartoryski (1787)

Afera Dogrumowej pozostawiła trwały ślad również w świadomości księżnej Izabeli, w zasadzie zapoczątkowując stopniową przemianę jej charakteru z kobiety zainteresowanej przede wszystkim zabawą, w patriotkę, poświęcającą się we własnym mniemaniu dla ojczyzny. W młodości mało interesując się polityką, postanowiła teraz czynnie działać u boku męża, skupiając w Puławach opozycję antykrólewską. Latem 1786 Adam Kazimierz odbył podróż na Wołyń, Podole i Ukrainę, oficjalnie w celu przeglądu swoich majątków odziedziczonych po ojcu Auguście, rzeczywistym powodem mogła być chęć nawiązania kontaktów z przywódcami obozu antykrólewskiego – Stanisławem Szczęsnym Potockim i Franciszkiem Ksawerym Branickim. Obywatele ziemscy z różnych stron kraju również zaczęli zjeżdżać do Puław na rozmowy z księstwem przed mającymi się wkrótce rozpocząć obradami parlamentu, które miał przejść do historii jako Sejm Czteroletni.
W takiej atmosferze Izabela Czartoryska postanowiła wystawić operę Matka Spartanka, świeżo napisaną przez Franciszka Kniaźnina do muzyki nadwornego kompozytora Czartoryskich Wincentego Fryderyka Lessela i z dekoracjami Jana Piotra Norblina. Do wystawienia opery doszło w wielkiej sali puławskiego pałacu prawdopodobnie 15 czerwca 1786. Na premierze zjawili się tacy przeciwni królowi magnaci jak Franciszek Ksawery Branicki, Seweryn Rzewuski, Ignacy i Stanisław Kostka Potocki, łącznie na widowni zasiadło ponad 500 osób. Dramat Kniaźnina, obecnie zapomniany, wywołał wówczas w Puławach, a później w całej Polsce, podobne poruszenie co późniejszy o cztery lata Powrót posła Juliana Ursyna Niemcewicza. Fabuła utworu osnuta na epizodzie z czasów wojny beockiej, kiedy to w 371 p.n.e. doszło do bitwy Tebańczyków pod wodzą Epaminondasa ze Spartanami, mówiła w istocie o potrzebie walki o niezależność Polski – pod teatralnym kostiumem Sparty kryła się Polska, a Teby symbolizowały zagrażającą jej Rosję.
"Matka Spartanka” stała się odtąd przydomkiem księżnej Izabeli, która w sztuce zagrała tytułową rolę Spartanki Teony (jej dwaj synowie Adam Jerzy i Konstanty wcielili się w postacie synów Teony – Likanora i Klitona). Przydomek ten był często przywoływany przez zwolenników Czartoryskich zwłaszcza po publikacji tekstu opery w II tomie Poezji zebranych Kniaźnina w 1787. W tomie tym obok tekstu sztuki znalazły się też wiersze innych autorów nawiązujące do jej treści, np. wiersz Do Polek Juliana Ursyna Niemcewicza, czy też anonimowy dwuwiersz zatytułowany Bezimiennego na reprezentacyą tej opery, do dzisiaj cytowany jako wyraz uznania dla roli, jaką w owym czasie w życiu politycznym i kulturalnym Polski odgrywały Puławy:
Wyrosłaby nadzieja odzyskania sławy,

Gdyby można po całym kraju siać Puławy.
Z drugiej strony przydomek „Matka Spartanka” spotykał się z ironicznymi komentarzami przeciwników księżnej, którzy wskazywali na rozdźwięk pomiędzy surowymi zasadami moralnymi tytułowej postaci opery a swobodnym prowadzeniem się samej Czartoryskiej. W 1786 pojawił się anonimowy paszkwil (pióra być może Stanisława Trembeckiego), który tak opisywał księżnę Izabelę i takie obsceniczne słowa wkładał w jej usta:
Wzrok ponury i pyszczek wychudły,

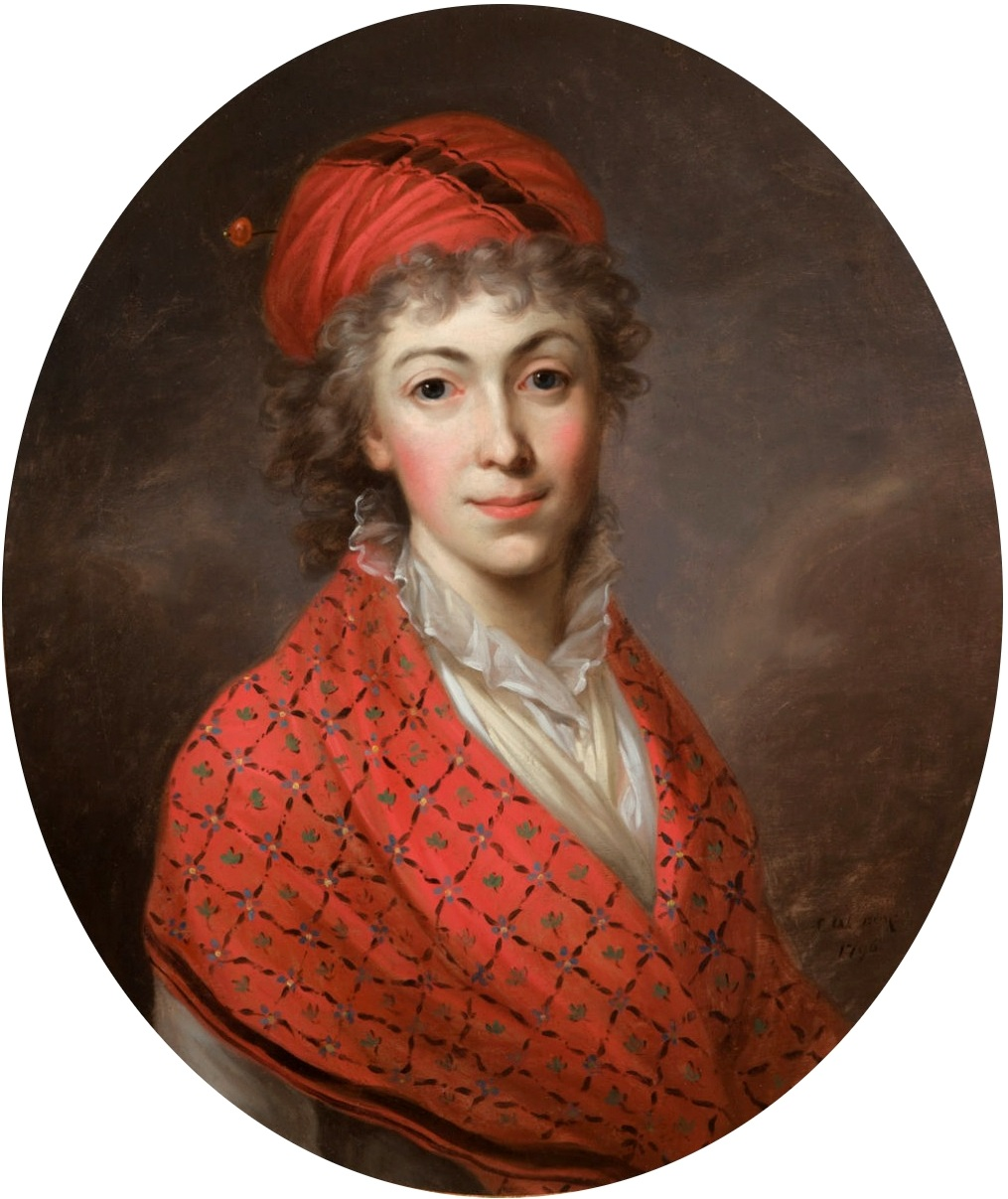
Izabela Czartoryska w stroju Cyganki, mal. Kazimierz Wojniakowski

Czoło całe w zagonach, rozrzucone kudły,

(…)

Spartanka z rodu jestem! Umyślnie te kraje

Zwiedzam, bym polepszyła wasze obyczaje.

Widząc je nierozsądne i godne nagany,

Przez ludzkość wam doradzam niektóre odmiany.

Czemuż to ja u waszych lackich żon i córek

Jeden tylko postrzegam niewielki rozporek?

Waleczna bohaterów sięgając tam ręka

Drze suknie, siebie ciśnie – i szkoda i męka.

Nigdy się nie należy przyrodzenia wstydzić,

Czego wszyscy pragniemy, czemuż się tym brzydzić?

Jeśli Wam się okrywać dawne każą wzory,

Noścież przynajmniej wielkie z obu stron rozpory!.
Matka Spartanka nie była jedyną sztuką wystawioną przez Izabelę. W przeciwieństwie do swojego męża, który, będąc autorem kilku komedii (np. Panna na wydaniu, Gracz, Kawa) wystawianych w Warszawie (również na scenie Korpusu Kadetów, którego był komendantem) w latach 70. XVIII wieku, po 1780 stracił zainteresowanie dramatopisarstwem, księżna pasjonowała się teatrem, inscenizując sztuki, w których sama też grała, w puławskim pałacu, ogrodzie i na scenie plenerowej na pobliskiej Kępie. Już wiosną 1787 w Siedlcach odbyła się premiera kolejnej opery Kniaźnina Cyganie, do muzyki Michała Kleofasa Ogińskiego, w której księżna grała Cygankę o imieniu Jawnuta; sztuka tym razem należała do gatunku opery komicznej z elementami sentymentalizmu.

## Okres Sejmu Czteroletniego. Ponowne podróże po Europie

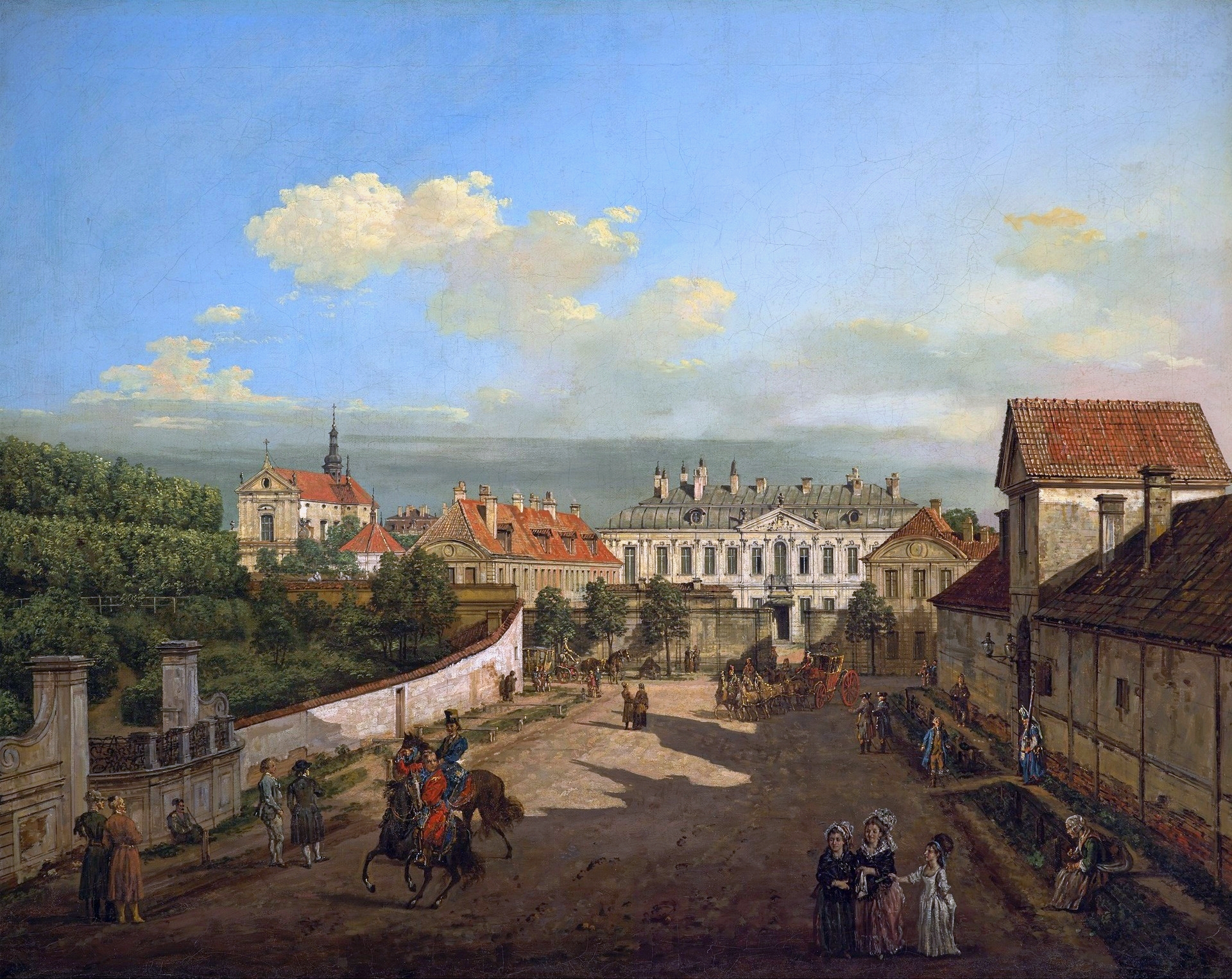
Pałac Błękitny Czartoryskich w Warszawie

Chociaż od 1783 główną siedzibą Czartoryskiej były Puławy (jej mąż preferował wprawdzie Sieniawę – ich drugą siedzibę), nadal wiele podróżowała po kraju i za granicą, czynnie też uczestniczyła w życiu politycznym. W 1787 księstwo spotkali się w swoich dobrach w Galicji z cesarzem Józefem II (od 1781 Adam Kazimierz był również komendantem galicyjskiej gwardii szlacheckiej Nobelgarde na dworze w Wiedniu), a we wrześniu tegoż roku Izabela wyjechała do Paryża. Tam spotkała się m.in. z królową Marią Antoniną, której przekazała list od brata – cesarza Józefa, a także po raz ostatni ze swoją dawną miłością – diukiem de Lauzun.
Kiedy latem 1788 powróciła do kraju, rozpoczynały się właśnie przygotowywania do sejmu, który zapisał się w historii jako Sejm Czteroletni. Kiedy książę Adam Kazimierz został wybrany posłem z województwa lubelskiego, Izabela podążyła za nim do Warszawy. Pałac Błękitny Czartoryskich w Warszawie stał się jednym z głównym ośrodków życia politycznego podczas sejmu; w pałacu w każdą środę księstwo wydawali przyjęcia, które były okazją do ważnych spotkań i ożywionych dyskusji. Prawdopodobnie to w Pałacu Błękitnym opracowano pierwszy projekt Konstytucji 3 maja. Swojej ważnej roli nie utraciły też jednak Puławy, położone tylko o 20 godzin jazdy od stolicy. Jak pisał później anonimowy autor wspomnień:

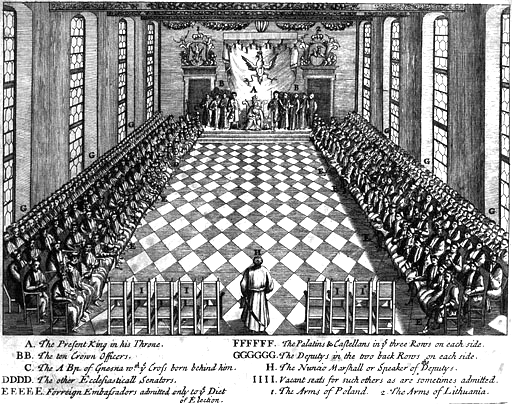
Sejm I Rzeczypospolitej (rycina przedstawia obrady sejmu koronacyjnego Augusta II Mocnego w 1698)

Puławy w czasie Sejmu Czteroletniego to drugie ognisko budzące ducha patriotycznego w narodzie. Tu niejako dalszy ciąg obrad sejmowych się toczył, gdyż do Puław zjeżdżali najwybitniejsi dygnitarze sejmowi lub działacze na polu naukowym jak Stanisław Małachowski, Ignacy Potocki, kanclerz Zamoyski, Hugo Kołłątaj, Antoni Sułkowski, Julian Ursyn Niemcewicz, Tadeusz Czacki i inni.

Izabela, uważając się za patriotkę, żywo interesowała się ówczesnym życiem polityce Rzeczypospolitej, wraz z innymi damami przysłuchując się obradom na galerii sejmu, oklaskując wystąpienia posłów lub głośno wyrażając swoją dezaprobatę; niektórym deputowanym, których poglądy szczególnie popierała, dziewczęta z jej otoczenia wręczały nawet kwiaty i wieńce. Jak pisze Walerian Kalinka:

Między wszystkimi damami w Warszawie najwybitniejsze zajmowała miejsce ks. jenerałowa z. podolskich; ona to zwłaszcza w początkach tego sejmu rozwinęła agitacyą na wielki rozmiar (…) znajdowała się w gronie licznych dam w loży, nad salą sejmową, a za każdym ostrym przeciw Katarzynie wyrazem wołała brawo, w ręce klaskała albo wespół z damami otaczającymi wywijała szalem w powietrzu.

Księżna opowiadała się też za walką z obcymi wpływami w życiu codziennym, m.in. za noszeniem przez arystokrację stroju polskiego. Jednym z najbardziej widowiskowych epizodów czasu Sejmu Czteroletniego były „postrzyżyny” marszałka litewskiego Kazimierza Nestora Sapiehy, kiedy to przy dźwięku trąb i kotłów Izabela publicznie nożyczkami ścięła francuskie loki Sapiehy; ten następnego dnia pojawił się w sejmie w polskim ubraniu i zażądał, aby wszyscy oficerowie nosili się odtąd po polsku.

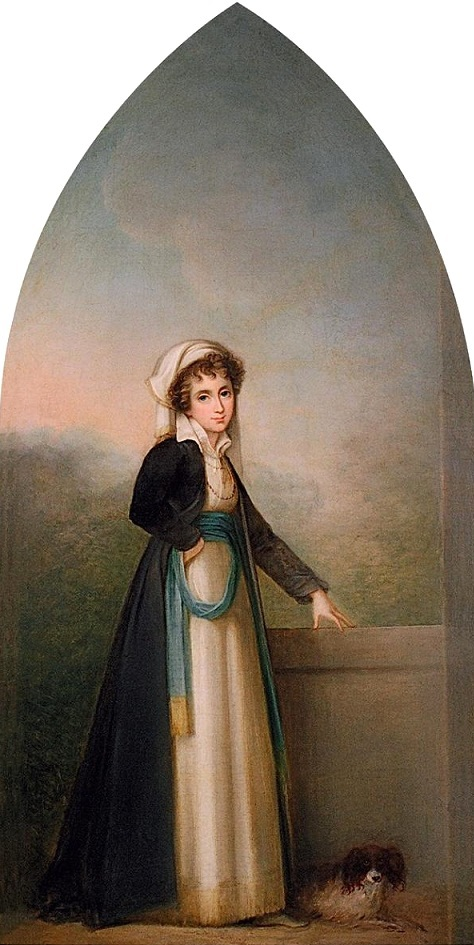
Izabela Czartoryska, mal. Maria Cosway

To teatralne i egzaltowane zachowanie Czartoryskiej szybko spotkało się ze złośliwymi uwagami i pamfletami kursującymi po Warszawie; co gorsza, księżna swoją aktywnością polityczną naraziła się też królowi, który podejrzewał ją, jako przedstawicielkę orientacji propruskiej w Polsce, o spiskowanie przeciw niemu. W liście z 28 listopada 1788 Stanisław August, zastrzegając się wprawdzie przy tym, że nie jest to informacja pewna, pisał do swojego posła w Petersburgu Antoniego Augustyna Debolego, że Czartoryska:

… zapewniwszy sobie teraz protekcyą pruską i związawszy partyą mocną w narodzie spodziewa się (…) córkę swoją wraz z mężem Württembergiem doprowadzić do tronu, gdy się mnie zbędą przez śmierć czy przez rewolucyą.

Wszystko to spowodowało to, że mąż we wrześniu 1789 postanowił wysłać Izabelę z synem Adamem Jerzym w podróż po Anglii i Szkocji, gdzie przebywali do początku 1791. Innym, oprócz czasowego odsunięcia Izabeli od spraw politycznych w kraju, motywem tej podróży była chęć zapoznania syna z angielskim systemem politycznym i gospodarką kraju.
W Londynie, dokąd przybyli w styczniu 1790, Izabela z Adamem Jerzym aktywnie uczestniczyli w życiu towarzyskim; zaprzyjaźniona z księżną Maria Cosway namalowała wtedy jeden z jej bardziej znanych portretów. Po zamknięciu obrad parlamentu matka i syn zwiedzali Anglię i Szkocję, nie tylko zabytki, ale również kopalnie i fabryki. Zafascynowana kulturą anglosaską, Czartoryska zbierała pamiątki, m.in. listy Alexandra Pope’a, Jerzego Waszyngtona, Marii Stuart, krzesło Williama Szekspira (do dzisiaj znajdujące się w zbiorach Muzeum Czartoryskich w Krakowie), przypatrywała się parkom angielskim, których założenia krajobrazowe planowała przenieść do Puław. Do kraju powróciła w kwietniu 1791, tuż przed uchwaleniem Konstytucji 3 maja.

## Rozpad małżeństwa córki Marii. Wojna polsko-rosyjska

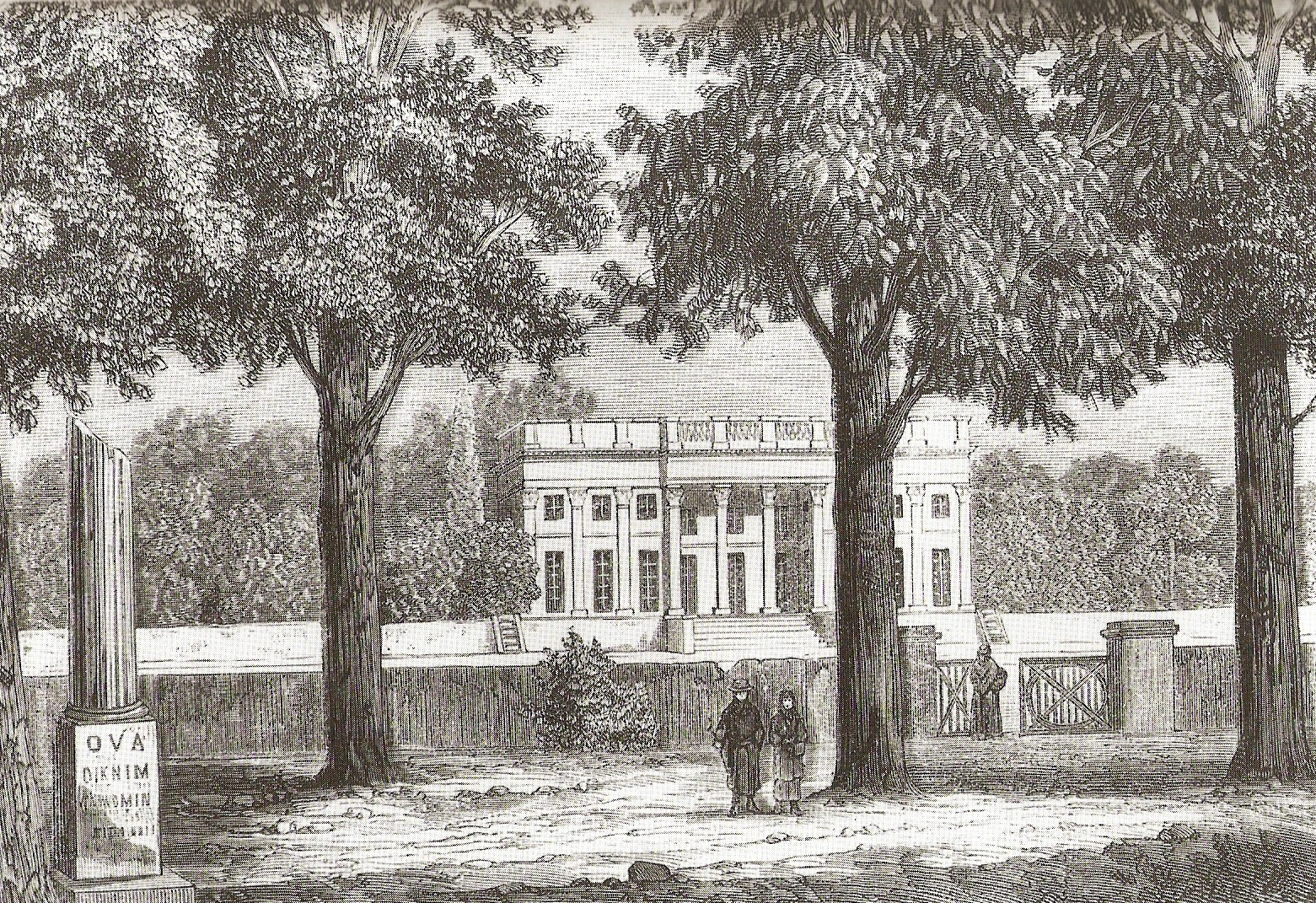
Pałac Marynki w Puławach

Dwa następne lata zaznaczyły się w życiu księstwa dwoma ważnymi wydarzeniami – w sferze prywatnej kryzysem małżeństwa córki Marii, a w sferze publicznej przegraną wojną polsko-rosyjską i jej skutkami. Już w 1786 Maria zwierzyła się ze swoich kłopotów małżeńskich dawnej nauczycielce Magdalenie Petit, ta poinformowała o nich rodziców Marii. Adam Kazimierz i Izabela czynili początkowo wszystko, aby uratować to małżeństwo, m.in. na koszt Czartoryskich wyremontowano dom małżonków w Trzebiatowie, księstwo spłacali też długi Ludwika, które nieustannie zaciągał. Wydawało się, że perspektywa pogodzenia małżonków pojawiła się w 1789 – Ludwik, który po śmierci Fryderyka II nie widział dla siebie przyszłości w Prusach pod rządami jego następcy Fryderyka Wilhelma II, postarał się w Polsce o indygenat szlachecki, który uzyskał 3 listopada 1789. Po przeniesieniu się do Polski jednocześnie otrzymał stopień wojskowy generał-lejtnanta i dowództwo Dywizji Małopolskiej.
W 1790 Izabela rozpoczęła budowę pałacu Marynki w Puławach, w którym miała zamieszkać Maria z Ludwikiem. Budowla, zaprojektowana przez puławskiego architekta Chrystiana Piotra Aignera na wzór wersalskiego pałacyku Petit Trianon i utrzymana w stylu klasycystycznym, zachowała się do dzisiaj w kompleksie parkowo-pałacowym, stanowiąc jeden z jego cenniejszych elementów. Na fryzie portyku umieszczono łaciński napis Iste terrarum mihi praeter omnes angulus ridet (pol. Ze wszystkich zakątków ziemi ten najbardziej się do mnie uśmiecha), który miał świadczyć o głębokiej więzi łączącej Marię z Puławami i rodziną. Budowa postępowała szybko, już w 1792 zakładano posadzki i wykonywano prace ślusarskie, małżeństwo nigdy jednak nie zamieszkało w pałacu, który później służył głównie gościom Czartoryskich.

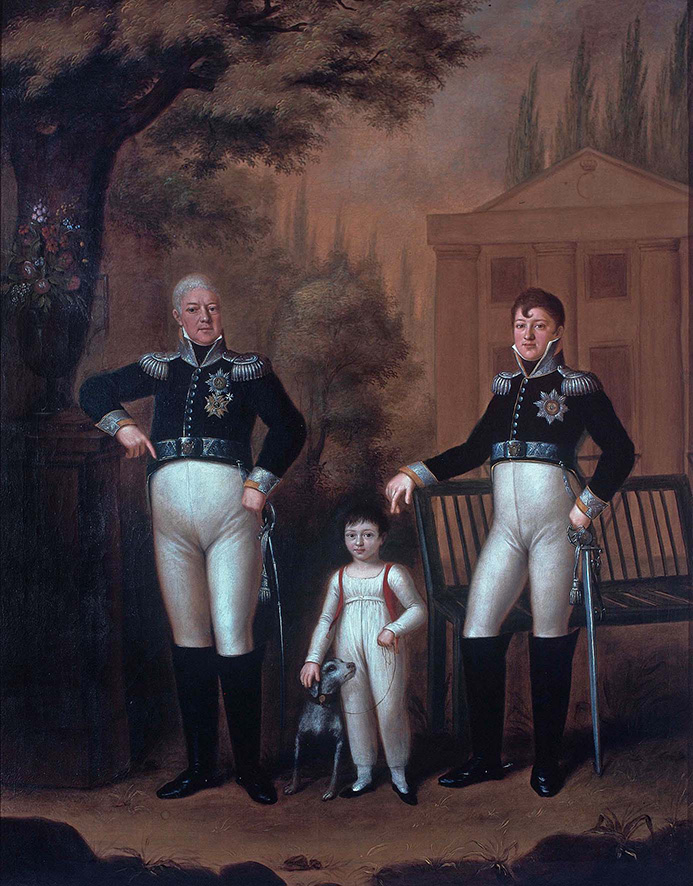
Ludwik Wirtemberski (ok. 1800)

Z pobytem Ludwika w Puławach związane jest też jedno z ważniejszych wydarzeń w tym czasie w okolicy dworu Czartoryskich – obóz wojskowy połączony z manewrami Dywizji Małopolskiej pod Gołębiem, zorganizowanymi na polecenie Komisji Wojskowej we wrześniu 1791. Manewry te przerodziły się w manifestację sprawności polskiego wojska; towarzyszyły im liczne uroczystości, w których wzięła udział również księżna Czartoryska ze swoim dworem. W Puławach (oddalonych od Gołębia tylko o 10 km) ponownie wystawiono wtedy Matkę Spartankę, a wcześniej, po uroczystej przysiędze żołnierzy 12 września, Izabela, przebrana w strój markietanki, wraz z córkami Zofią i Marią i w towarzystwie innych dam i dziewcząt z okolicy, zaśpiewała specjalnie napisaną i skomponowaną przez siebie na tę okazję pieśń żołnierską. Pieśń ta („Hej, hej rycerze, serce nasze radość bierze, gdy witamy was”) była później wielokrotnie przypominana przy okazji różnych uroczystości patriotycznych.
Ta manifestacyjnie demonstrowana na gołębskich polach sprawność polskiego wojska już w następnym roku została wystawiona na prawdziwą próbę, kiedy to maju 1792 wybuchła wojna polsko-rosyjska. Walka w obronie zdobyczy Konstytucji 3 maja zakończyła się klęską wojsk polskich, m.in. z winy Ludwika Wirtemberskiego. Ludwik został mianowany dowódcą korpusu litewskiego, jego adiutantem był Adam Jerzy, syn Izabeli. Nowo mianowany dowódca zaczął się zachowywać niezrozumiale – nie dołączył do głównych sił swojej armii, dowodzone przez siebie pułki próbował rozciągać na dużej przestrzeni. Postępowanie to wyjaśniło się po przechwyceniu listu Ludwika do króla pruskiego Fryderyka Wilhelma II. Ludwik tłumaczył w nim, że robi to celowo, aby ułatwić wojskom rosyjskim zwycięstwo – stało się wtedy jasne, że dowódca dopuścił się zdrady. Ludwik został zdymisjonowany, a Maria wniosła o rozwód. Niestety nie zdołała zatrzymać przy sobie urodzonego w styczniu 1792 syna Adama Wirtemberskiego, który został oddany ojcu.
Po przystąpieniu króla do konfederacji targowickiej w lipcu 1792 i przegranej wojnie Adam Kazimierz wyjechał do Wiednia z nadzieją na uzyskanie obietnicy zbrojnej interwencji Austrii, która jednak nie zamierzała przychodzić Polsce z pomocą. Izabela została w Puławach, aby sprawować pieczę nad majątkiem, mimo to nie zdołała zapobiec zrujnowaniu gospodarki majątku na skutek przemarszów wojsk rosyjskich, które w dodatku pod koniec lipca, w porę żniw, rozlokowały się w miejscowości obozem na około 15 dni. 2 sierpnia 1792 pisała do przyjaciółki Konstancji Dembowskiej:

Jeszcze w oblężeniu moja kochanko. Już siódmy dzień jak za próg nie wychodzę, bo tak jak okiem rzucić, tak wszystko Moskale. Mamy szkody na czterykroć sto tysięcy. Wszystko zniszczone, w Litwie toż samo. Bogu ofiarować i cierpieć (…). Szkółka moja ze wszystkim rozkopana, co się jeszcze zostało to jedynie winnam mojej odwadze, że się tu została. Ale co odwagi, to odwagi trzeba było.

## Insurekcja kościuszkowska

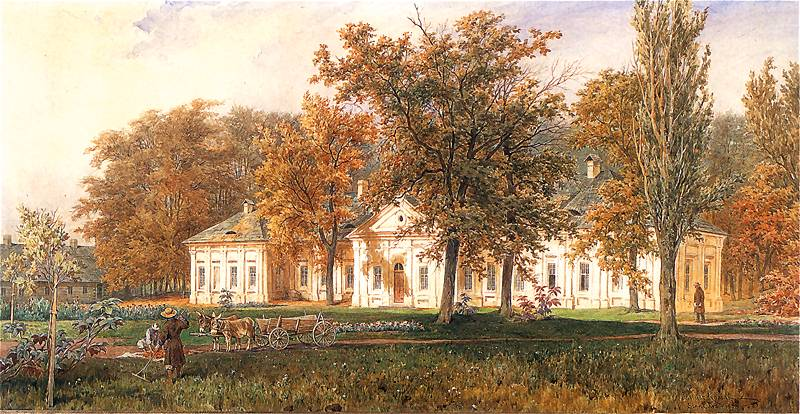
Pałac Czartoryskich w Sieniawie, mal. Juliusz Kossak

Jesienią 1792 Czartoryska przeniosła się do swojej drugiej rezydencji w Sieniawie w należącej do Austrii Galicji, gdzie udzieliła też schronienia Tadeuszowi Kościuszce. Kościuszko, jeden z dowódców we właśnie zakończonej wojnie, już wtedy wyrastał na polskiego bohatera narodowego; za swoją działalność w obronie niepodległości doznawał hołdów również od Czartoryskich. 28 października 1792 (w dzień imienin) został przez nich uwieńczony wieńcem z liści dębowych pochodzących z dębu, który rzekomo w Wysocku miał zasadzić Jan III Sobieski po zwycięstwie pod Wiedniem, szerzyły się też pogłoski (niepotwierdzone w dokumentach), jakoby Czartoryscy mieli oddać mu jedną ze swoich córek za żonę. Zażyłość ta spowodowała, że w 1794 Czartoryscy byli uważani za jednych z głównych inicjatorów insurekcji. Jak w 1917 utrzymywał Włodzimierz Dzwonkowski:

Już coraz przejrzystszych konturów nabierał plan insurekcji, a Czartoryscy w wysunięciu i następnym mozolnym realizowaniu go odegrali rolę inspirującą i kierowniczą, aczkolwiek mocno zamaskowani i do czasu nie życzący narażać się obcym potęgom rozbiorczym. Rola ta ich, jako inspiratorów i utajonych organizatorów insurekcji, po dziś dzień jest niedoceniana. Oni to właśnie usilnie forsowali Kościuszkę na dyktatora, polegając na nim w zupełności, jako na swoim wychowańcu.

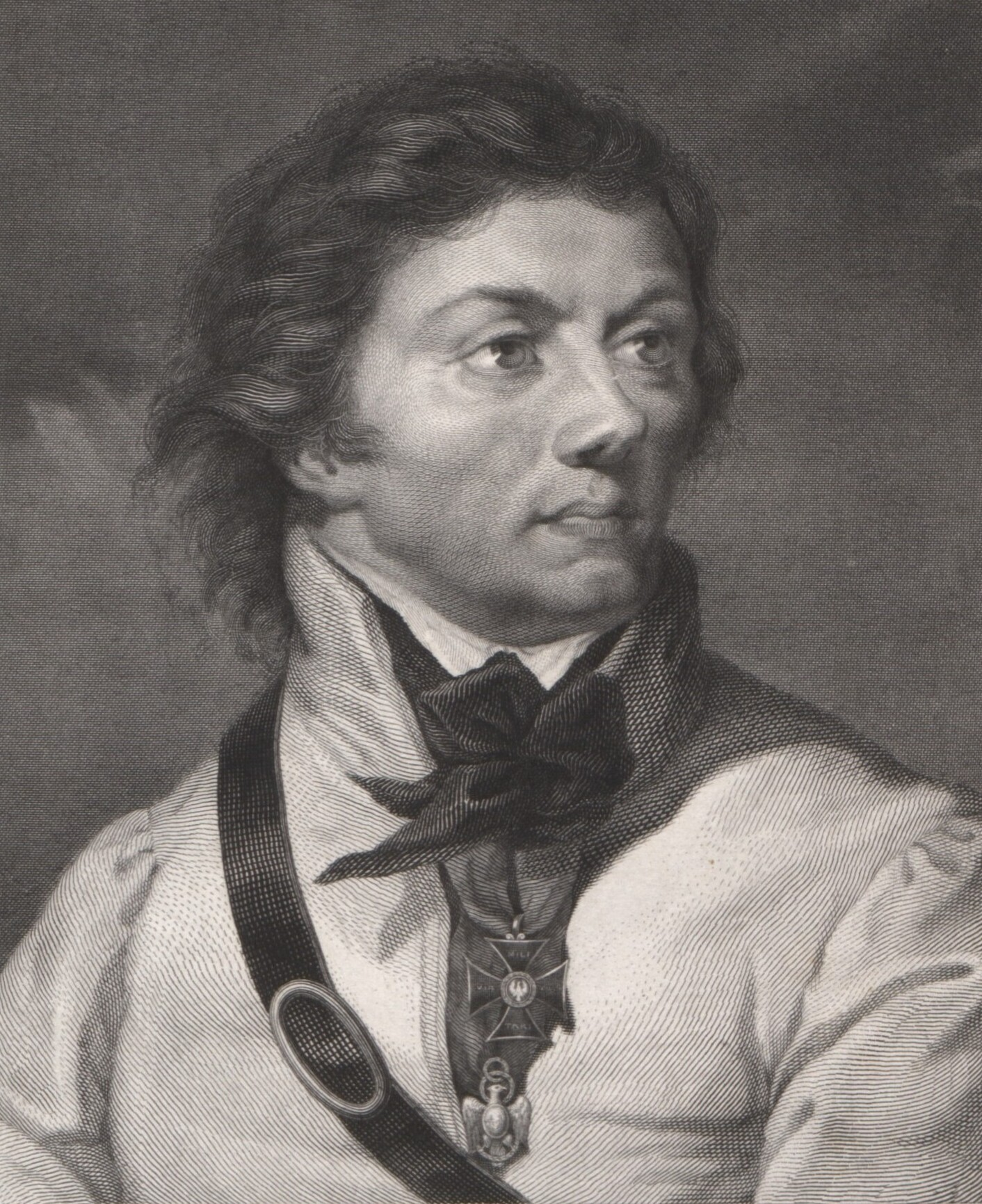
Tadeusz Kościuszko

Ta późniejsza o ponad 100 lat opinia oddaje też powszechne przekonania, jakie panowały w Polsce w czasie insurekcji; również Rosjanie po uwięzieniu Kościuszki w twierdzy Pietropawłowskiej podczas śledztwa w 1795 wypytywali go o jego pobyt u Czartoryskich, kwoty, jakie miał od nich otrzymać na finansowanie powstania i zamiar poślubienia którejś z córek Izabeli. Trudno ocenić, na ile te ówczesne opinie o sprawczej roli Czartoryskich w powstaniu są prawdziwe; jest faktem, że Kościuszko jako adept Szkoły Rycerskiej (której Adam Kazimierz Czartoryski był komendantem) cieszył się znacznym poparciem księcia, który m.in. zapewnił mu stypendium we Francji, a w 1788 przez związanego z nim posła Stanisława Kublickiego doprowadził do mianowania Kościuszki (w tym czasie właśnie wrócił on ze Stanów Zjednoczonych) na ważne funkcje wojskowe w Rzeczypospolitej. Z drugiej strony późniejsze stwierdzenie carycy Katarzyny, że „plan insurekcji uknuła księżna Czartoryska w Sieniawie i Lipsku” wydaje się przesadzone – jeszcze przed wybuchem insurekcji Izabela wyjechała z najstarszym synem do Anglii. Na wieść o wybuchu powstania chcieli natychmiast wracać do kraju, zostali jednak internowani przez władze w Brukseli (która należała wtedy do Austrii), prawdopodobnie na poufną prośbę samego Adama Kazimierza, który w ten sposób chciał ochronić swoją rodzinę przed udziałem w walkach.
Pod nieobecność Czartoryskich w kraju wojska carskie spaliły Powązki oraz zniszczyły i splądrowały Puławy. Kiedy po dwóch latach księżna mogła wreszcie powrócić do puławskiego pałacu, oczom jej ukazał się następujący widok:

Na środku dziedzińca wznosiła się dziwnego kształtu góra usypana z kawałków najrozmaitszych sprzętów, których zabrać nie mogąc Moskale potłukli, a moi ludzie na kupę zgarnęli. Głowy, ręce, nogi marmurowych posągów, kawałki porcelany, kryształów, obrazów, mozaik, zwierciadeł, mebli mahoniowych i hebanowych, rozbite klawicymbały, poszarpane książki, porżnięte w pasy malowidła – wszystko to razem leżało w gruzach.

To splądrowanie Puław w czasie powstania kościuszkowskiego było rozmyślnym działaniem Rosjan w akcie zemsty za wsparcie udzielone Kościuszce. Julian Ursyn Niemcewicz pisze w swoich pamiętnikach, że na rozkaz rosyjskiego dowódcy Bibikowa:

… do sadzawki na środku dziedzińca zamkowego, wyłożonej ciosem, wylano beczki z winem i innymi napojami wytoczonymi z piwnicy, a żołdactwo, nie mogąc wszystkiego wypić, używało tu kąpieli, wyprawiając orgie i gwałcąc kobiety wiejskie. Wszystko poszło w ruinę. Nawet stare drzewa w parku poszłyby pod siekiery, gdyby nie kurier poselstwa austriackiego, który powstrzymywał rozbestwionych kozaków.

## Z powrotem w Puławach
Po klęsce powstania i zburzeniu Puław, na które wraz z całym majątkiem Czartoryskich władze carskie nałożyły sekwestr (nie był on równoznaczny z konfiskatą, wiązał się jednak z groźbą przymusowej sprzedaży majątku w przyszłości), Czartoryscy schronili się w Wiedniu, w rezydencji Izabeli Lubomirskiej, siostry Adama Kazimierza. Pragnąc powrócić do ojczyzny, Izabela i jej mąż początkowo bezskutecznie szukali wstawiennictwa u rosyjskiego ambasadora w Wiedniu Andrieja Razumowskiego i dawnego kochanka Izabeli Repnina, który pełnił wtedy urząd generał-gubernatora wcielonych do Rosji ziem litewskich; wreszcie ten drugi poradził im, aby oddali na służbę do Petersburga swoich synów Adama Jerzego i Konstantego. Czartoryscy posłuchali rady i w pierwszych miesiącach 1795 Adam Jerzy i Konstanty wyruszyli z Wiednia przez Grodno i Wilno do Petersburga, dokąd przybyli 12 maja 1795. Starania Czartoryskich zakończyły się sukcesem – 31 sierpnia 1795 caryca Katarzyna podpisała ukaz zdejmujący sekwestr z ich majątku (z wyjątkiem starostw latyczowskiego i krzemienieckiego, które przyznano hrabiemu Arkademu Morkowowi jako nagrodę za udział w rokowaniach dotyczących III rozbioru Polski) i Adam Kazimierz i Izabela mogli powrócić do Puław. Nie oznaczało to zwolnienia ze służby ich synów, którzy pozostali na dworze w Petersburgu).

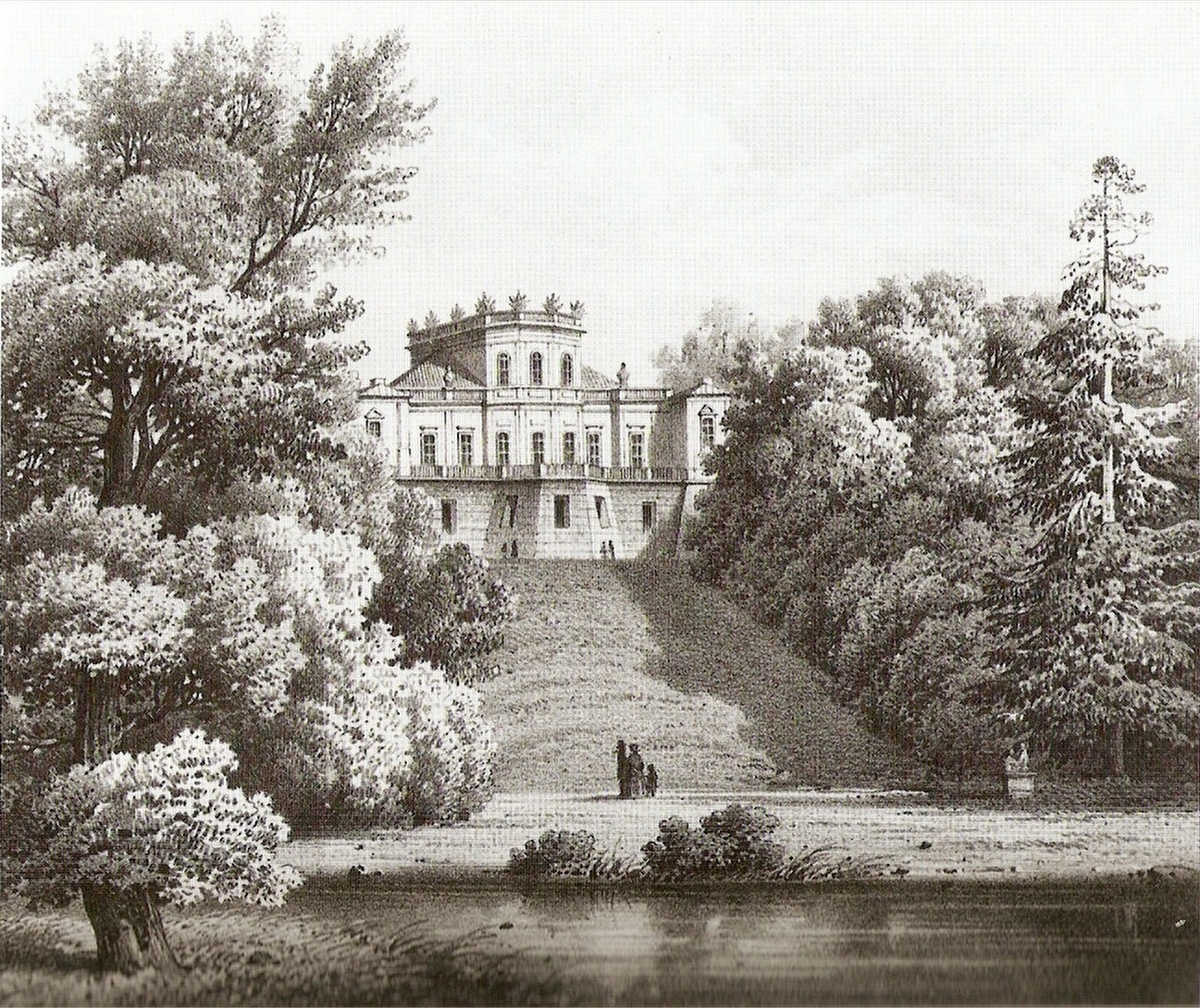
Pałac Czartoryskich w Puławach. Widok od strony łachy wiślanej.

Powrót Izabeli do Puław nastąpił 20 czerwca 1796, już po III rozbiorze, na skutek którego rezydencja Czartoryskich znalazła się w granicach Austrii. Widok zniszczonego pałacu i parku wywarł przygnębiające wrażenie na księżnej, która tak o tym pisała:

Rzadko w życiu miałam tak smutny widok. Miesiąc [księżyc] w pełni roztoczył swe światło, wjechawszy w czwororzędne lipy, serce mi się ścisnęło na wspomnienie wszystkich klęsk, rabunków, którym Puławy były podległe. Wjechawszy na podwórze cichość, samotność i milczenie zupełnie mnie naprzód przeraziły. Spojrzawszy na pałac bez drzwi i okien pustkami stojący, nie mogłam się od płaczu powstrzymać. Światło blade miesiąca na przestrzał widać było. Wysiadłszy z pojazdu spotkałam hajduka, na którego twarzy jeszcze przestrach i biedę widać było. Ten ostrzegłszy burgrabiego otworzył mi pokój w oficynie, który wyreperowany na mój przyjazd, przecież miał okno i drzwi zamykane. Tam się ulokowałam z dziećmi i ze sługą, a małą garderobkę przy tym pokoju ustąpiłam księdzu Koblańskiemu, który ze mną przyjechał. Łóżka ani materaca, ani kanapy w całych Puławach nie było. Spaliśmy na sianie, znużeni drogą, kontenci, że w domu.

## Odbudowa Puław. Przebudowa parku puławskiego
Od razu po powrocie Czartoryska energicznie zabrała się do odbudowy swojej rezydencji. Dzięki zaangażowaniu księżnej i pracy jej architektów, artystów (m.in. Chrystiana Piotra Aignera, Szymona Bogumiła Zuga, Jana Piotra Norblina) i ogrodników (m.in. Anglika Jamesa Savage’a) rezydencja szybko podnosiła się z ruin. Prace renowacyjne po zniszczeniach umożliwiły też przebudowę i upiększenie założenia pałacowego i parku w duchu nowej epoki; zmodernizowane w pierwszych latach XIX w. pałac i park Czartoryskich przybrały całkiem nowy kształt niż w XVIII wieku, kształt, który później też ponownie utraciły. Do wzrostu znaczenia Puław w pierwszych latach XIX wieku przyczyniły się również abdykacja króla i utrata przez Polskę niepodległości; w sferze życia kulturalnego i towarzyskiego Puławy na przełomie wieków XVIII i XIX nie miały konkurencji w postaci dworu królewskiego w Warszawie.
Szczególne miejsce w planach księżnej miał park puławski. Zafascynowana nowymi prądami w sztuce tworzenia ogrodów, już wcześniej, w 1783, spowodowała przetłumaczenie przez Franciszka Karpińskiego (przekładu tego dokonał tego wraz z jej córką Marią) poematu Ogrody Jacques’a Delille’a, bardzo popularnego w ówczesnej Europie. Czartoryska korespondowała z Delillem, pisząc mu o swoich planach, wreszcie, we współpracy z angielskim ogrodnikiem Jamesem Savage’em, pracującym u księstwa od 1791, postanowiła przebudować swój park, dotychczas utrzymany w stylu włosko-francuskim na styl angielski. Prace przy przebudowie parku trwały od 1795; swoje doświadczenia na tym polu księżna spożytkowała później pisząc książkę Myśli różne o sposobie zakładania ogrodów, wydaną w oficynie Wilhelma Gottlieba Korna we Wrocławiu w 1805 i ozdobioną sztychami Jana Zachariasza Freya, nadwornego malarza Czartoryskich. Książkę poprzedziła mottem, zaczerpniętym z Alexandra Pope’a, które krótko i dowcipnie definiowało istotę ogrodu angielskiego:

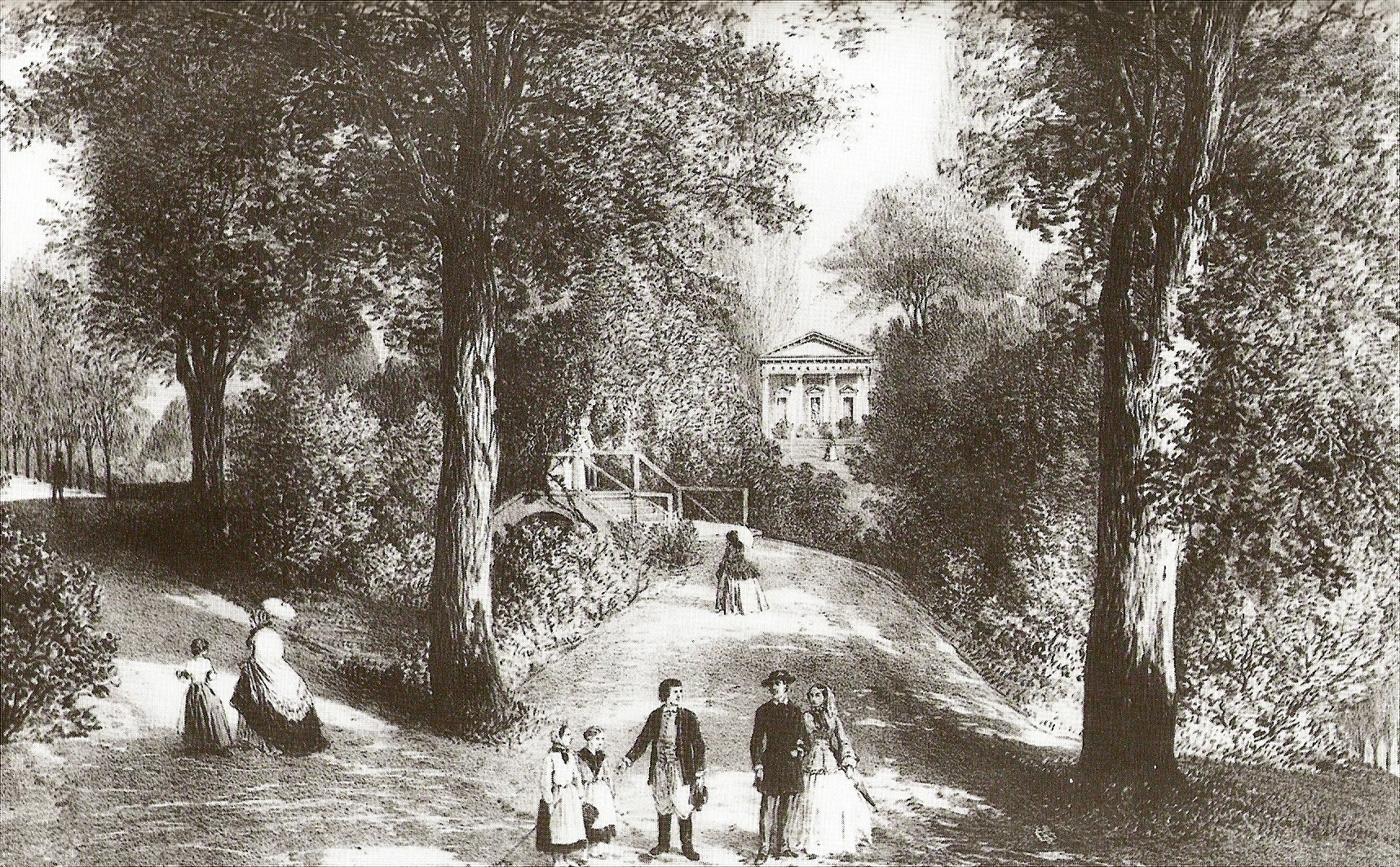
Park i Dom Grecki w Puławach

Cokolwiek zamierzasz sadzić lub budować,

Czyli wznaszać kolumny czy sklepienia;

Wzdęty kształcić terras albo grotę kować,

Nigdy z oka nie spuszczaj Natury.

Obchodź się z tą boginią jak z skromną dziewicą

Ani ją strój zbytecznie, ani nadto obnażaj.
Nowy kształt parku puławskiego był w istocie realizacją ściśle określonego programu, w którym odzwierciedlenie znalazły idee sentymentalizmu i preromantyzmu, zwłaszcza twórczości Jacques’a Delille’a, Alexandra Pope’a, Jana Jakuba Rousseau, malarstwa Jeana Antoine Watteau, a także idee patriotyczne. Z tych czasów pochodzą również groty wybudowane w parku puławskim i kaplica pałacowa (obecnie kościół parafialny pod wezwaniem Wniebowzięcia Najświętszej Marii Panny), mające symbolizować konspirację i walkę o wolność.
Po opuszczeniu Puław przez Czartoryskich i skonfiskowaniu ich majątku po przegranym powstaniu listopadowym park puławski uległ w znacznym stopniu dewastacji i obecnie już nie przypomina dawnego parku stworzonego przez księżnę Izabelę.

## Świątynia Sybilli
Pod koniec życia w swoich wspomnieniach Czartoryska zanotowała:

Roku 1793 Polska zginęła! Kilka wieków gromadziło okoliczności, które powoli gotowały tę martwą i okropną epokę. Męstwo ni odwaga jej odwrócić nie mogły. Najmocniejsze usiłowania, by obronić Ojczyznę, tego wykonać nie potrafiły (…). Wtedy mi pierwszy raz ta myśl przyszła, żeby zbierać pamiątki polskie, które potomności powierzam (…). W tym zbiorze znajdują się ślady Bolesława Chrobrego, Kazimierza Wielkiego, Stefana Batorego, Jana Zamoyskiego, Żółkiewskiego, Czarnieckiego, Lwa Sapiehy i innych znakomitych i mężnych ludzi. Niech te wspomnienia osłodzą teraźniejsze czasy, niech chwałę ich wiek wiekowi podaje.

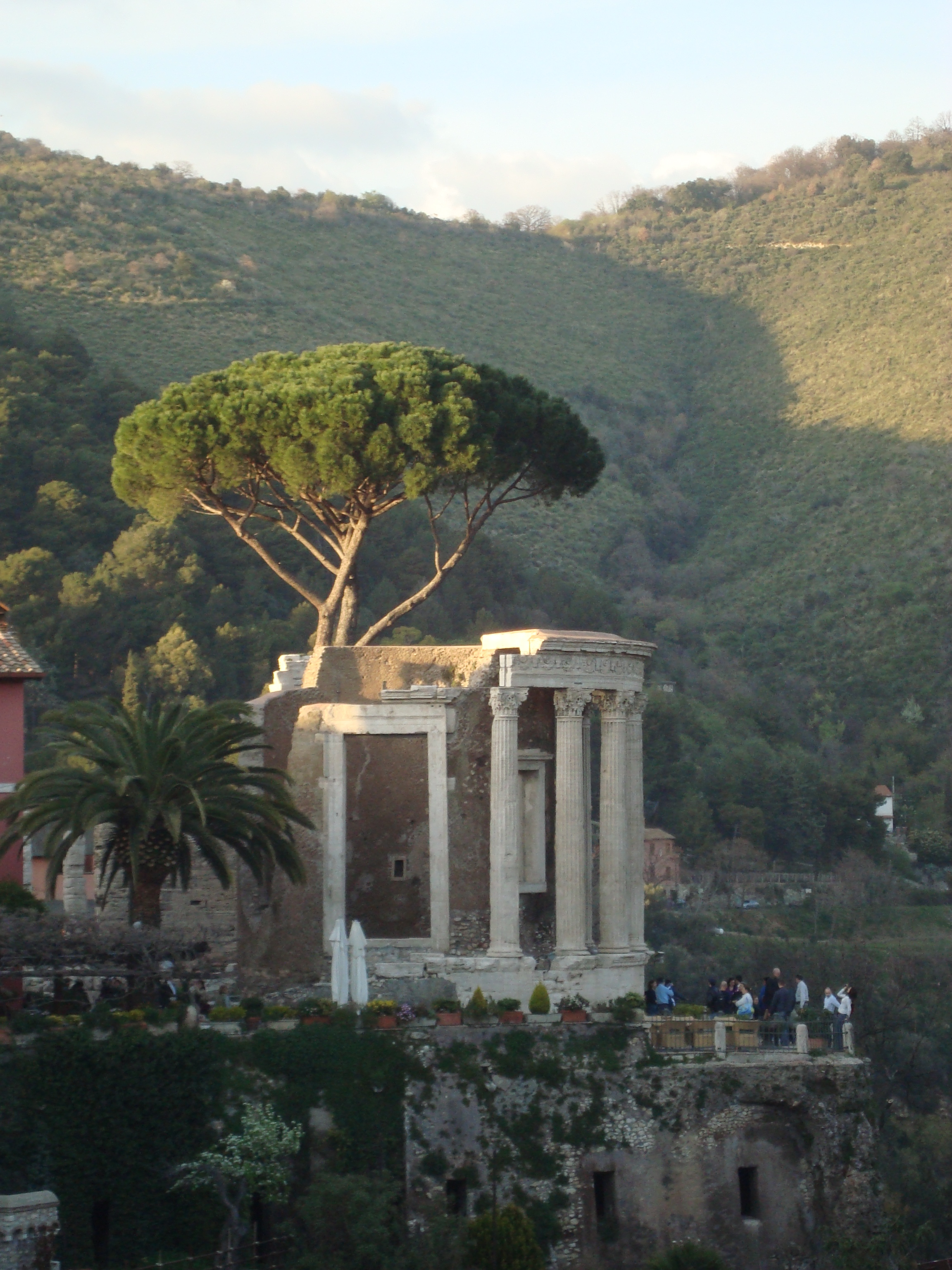
Świątynia Westy (kojarzona z Sybillą) w Tivoli

Wbrew powyższym słowom pasja kolekcjonerska księżnej datuje się od jeszcze wcześniejszych czasów, pamiątki historyczne zbierała podczas swoich licznych podróży zarówno w kraju, jak i za granicą; jest natomiast faktem, że upadek Polski (w powyższych wspomnieniach Czartoryska uznała, że nastąpił on w roku zwycięstwa konfederacji targowickiej i II rozbioru Polski) był w tej działalności momentem przełomowym, z czasem podsuwając jej myśl utworzenia prawdziwego muzeum o określonej ideologii i programie wystawienniczym. W ten sposób w puławskim parku powstała Świątynia Sybilli – oddzielny budynek w kształcie rotundy, który miał pomieścić zbiory księżnej. Kamień węgielny pod budowę położono w maju 1798, w dniu ślubu Zofii, najmłodszej córki Izabeli (urodzonej w 1779 w Warszawie) ze Stanisławem Zamoyskim. Autorem projektu architektonicznego był Chrystian Piotr Aigner; wzorował się on na będącej w ruinie starożytnej świątyni w Tivoli koło Rzymu, którą kojarzono z kultem wieszczki Sybilli tyburtyńskiej (Tibur było łacińską nazwą Tivoli) o imieniu Albunea. W rzeczywistości siedziba Sybilli z Tibur, jednej z wieszczek strzegących ksiąg z proroctwami dotyczącymi państwa rzymskiego, znajdowała się w prostokątnej starszej budowli obok świątyni w Tivoli, sama świątynia poświęcona była prawdopodobnie nie Sybilli, lecz kultowi Westy lub Heraklesa; rotundę z Tivoli uznano jednak (błędnie) za poświęconą Sybilli i taką też nazwę przyjęto dla jej puławskiego odpowiednika.

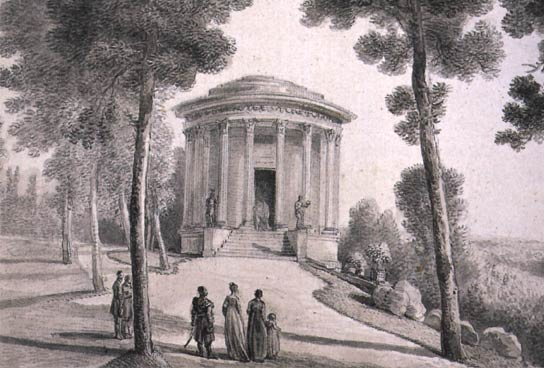
Świątynia Sybilli w Puławach

Nowa budowla w puławskim parku, ukończona w 1801, różniła się od swojego włoskiego pierwowzoru wielkością (była niemal dwa razy większa), nie była też w ruinie. Budowla nosiła różne nazwy: początkowo Izabela w swojej korespondencji używała tylko określenia „świątynia”, od 1804 rozbudowanego do formy „Świątynia Pamięci” lub „Świątynia Pamiątek”, wreszcie „Świątynia Sybilli”. To ostatnie określenie, ukute przez poezję kręgu puławskiego, z czasem wyparło wcześniejsze nazwy. Nazwa „Świątynia Sybilli”, zachowana do dzisiaj, dobrze wyrażała program tego pierwszego polskiego muzeum, którego idea wyrażała się też w napisie na frontonie budynku: „Przeszłość przyszłości”. Świątynia stała się w istocie najpełniejszym przejawem tak zwanej „myśli sybillińskiej”, którą były przeniknięte porozbiorowe Puławy – odwołania do historii, dawnej chwały polskiego oręża, które miało dać otuchę w nowych trudnych czasach, a jednocześnie dawać nadzieję i proroczo wskazywać na możliwość odzyskania niepodległości w niedalekiej przyszłości.

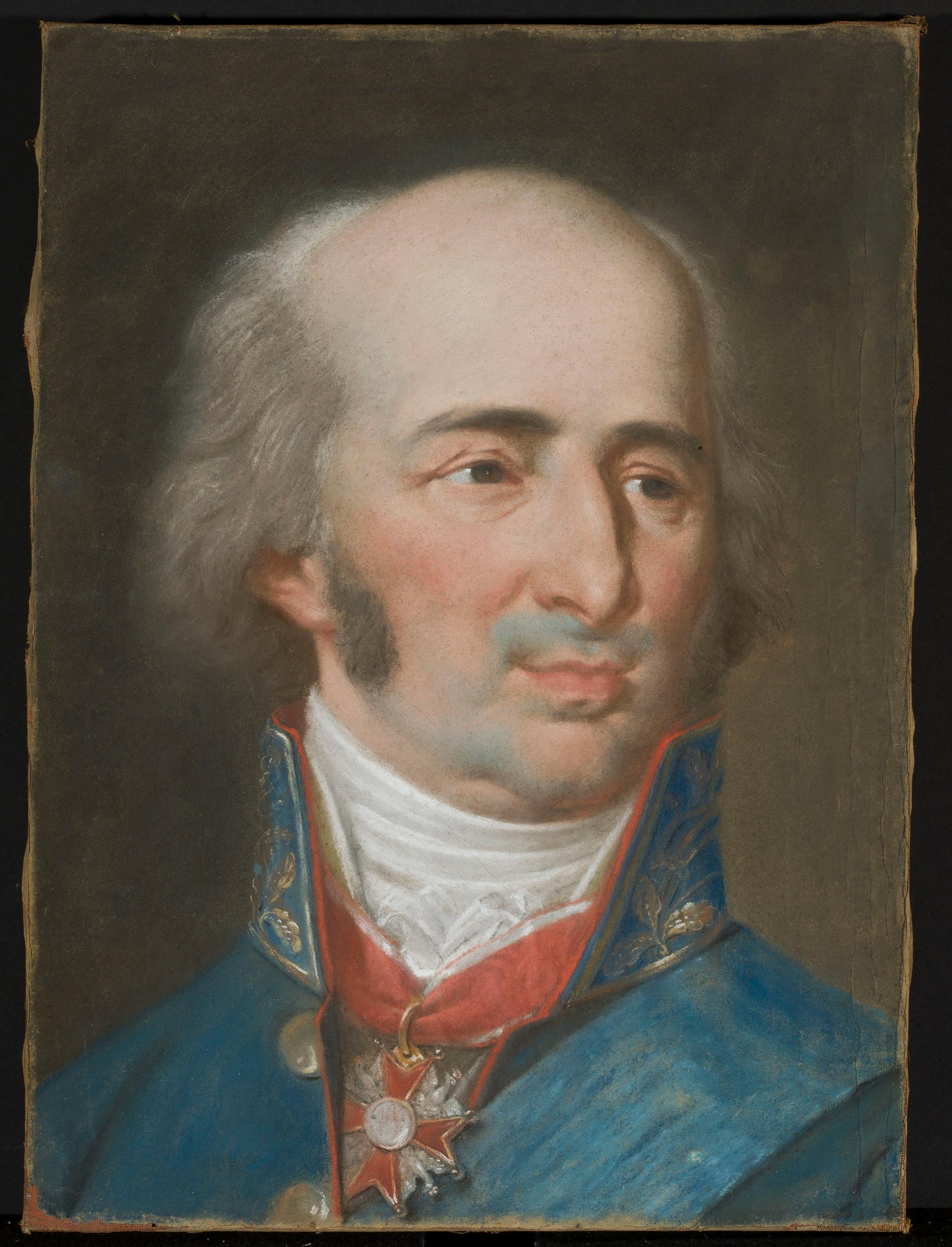
Tadeusz Czacki

Zachowana do dzisiaj świątynia posiada dwie kondygnacje – górna, widoczna z głównej przestrzeni parku, jest zbudowana z ciosów kamiennych, dolna, ceglana, jest ukryta w skarpie terenu. Ambicją księżnej Izabeli było zgromadzenie w tym stosunkowo niewielkim budynku pamiątek obrazujących całą historię państwa polskiego od samych jego początków (chociaż początkowo, do otwarcia Domu Gotyckiego, świątynia mieściła też eksponaty pochodzące z innych krajów). Pamiątki te gromadziła sama, otrzymywała je też od ofiarodawców. Dla rozwoju kolekcji bardzo zasłużył się również pedagog i badacz dziejów ojczystych Tadeusz Czacki, który w działalności kolekcjonerskiej początkowo rywalizował z księżną w swojej posiadłości w Porycku, a później uznał wyższość jej koncepcji i przekazał jej swoje zbiory (w 1818, po śmierci Czackiego, do Puław trafiła też jego cenna Biblioteka Porycka). Pod koniec istnienia Rzeczypospolitej Czacki na polecenie króla dokonał lustracji insygniów i archiwum koronnego, otwierał i badał niektóre groby królewskie na Wawelu, wyjmował z nich relikwie i inne przedmioty, a po zajęciu Krakowa przez Austriaków uzyskał zgodę cesarza na ich zabranie. Czacki penetrował też groby innych sławnych Polaków. W ten sposób do Puław trafiły dwa miecze krzyżackie z bitwy pod Grunwaldem, o których pisał już Jan Długosz, oraz inne prawdziwe lub rzekome świeckie relikwie, jak fragment czaszki Bolesława Chrobrego z Poznania, czaszki Mikołaja Kopernika z Fromborka, Jana Kochanowskiego ze Zwolenia i Stefana Czarnieckiego z Czarncy, czy trzewiczki królowej Jadwigi. Ze skarbca Sieniawskich i Wawelu pozyskano trofea spod Wiednia (w tym strzemię wielkiego wezyra Kary Mustafy; dużo pamiątek, w tym broni, chorągwi, zbroi husarskich, przekazywali jej też przedstawiciele zaprzyjaźnionych rodów magnackich.
Szczególne miejsce wśród pamiątek w Świątyni Sybilli zajmowała Szkatuła Królewska, w której księżna Izabela przechowywała kilkadziesiąt przedmiotów, m.in. relikwie wyjętych z trumien na Wawelu, klejnoty królewskie, łańcuchy, pierścienie, fragmenty szat. Księżna sprawowała nad nią szczególną pieczę, a w 1831, opuszczając Puławy, osobiście przewiozła ją do Sieniawy.
Osobnym pomieszczeniem o całkiem innym charakterze była pozbawiona okien, pogrążona w półmroku dolna sala Świątyni Sybilli. Już po zakończeniu wojen napoleońskich w centralnym jej miejscu ustawiono obelisk z czarnego marmuru upamiętniający księcia Józefa Poniatowskiego, po śmierci w nurtach Elstery w 1813 otoczonego w Puławach szczególnym kultem. Nad obeliskiem zawieszono szablę księcia; pomnikowi towarzyszyły rozmieszczone na filarach tarcze poświęcone hetmanom i zwycięskim wodzom – od Floriana Szarego przez hetmanów Tarnowskiego, Żółkiewskiego, Czarnieckiego po tarcze poświęcone Kościuszce, Legionom i Wojsku Polskiemu. W sali tej odbywały się też zebrania loży masońskiej. Do masonerii należeli nie tylko mąż Izabeli Adam Kazimierz i syn Adam Jerzy, lecz również ona sama – w 1816 była współtwórczynią kobiecej Loży Kazimierza Wielkiego, do której należały m.in. Helena Radziwiłłowa z Nieborowa i Aleksandra Potocka z Wilanowa.
Odrębnym zagadnieniem jest kwestia autentyczności pamiątek zgromadzonych w Świątyni Sybilli. Chociaż księżna zwracała na to uwagę i zwykle żądała certyfikatów autentyczności, wiele ze zgromadzonych przedmiotów miało wątpliwą proweniencję, często przypisywano je też niewłaściwym osobom. I tak np. trzewiczki królowej Jadwigi w rzeczywistości były trzewikami koronacyjnymi Zygmunta Augusta, a rzekoma czaszka Jana Kochanowskiego naprawdę była czaszką kobiety. Nie umniejsza to jednak ogromnego znaczenia dzieła Izabeli Czartoryskiej dla kultury polskiej.

## Plan puławski

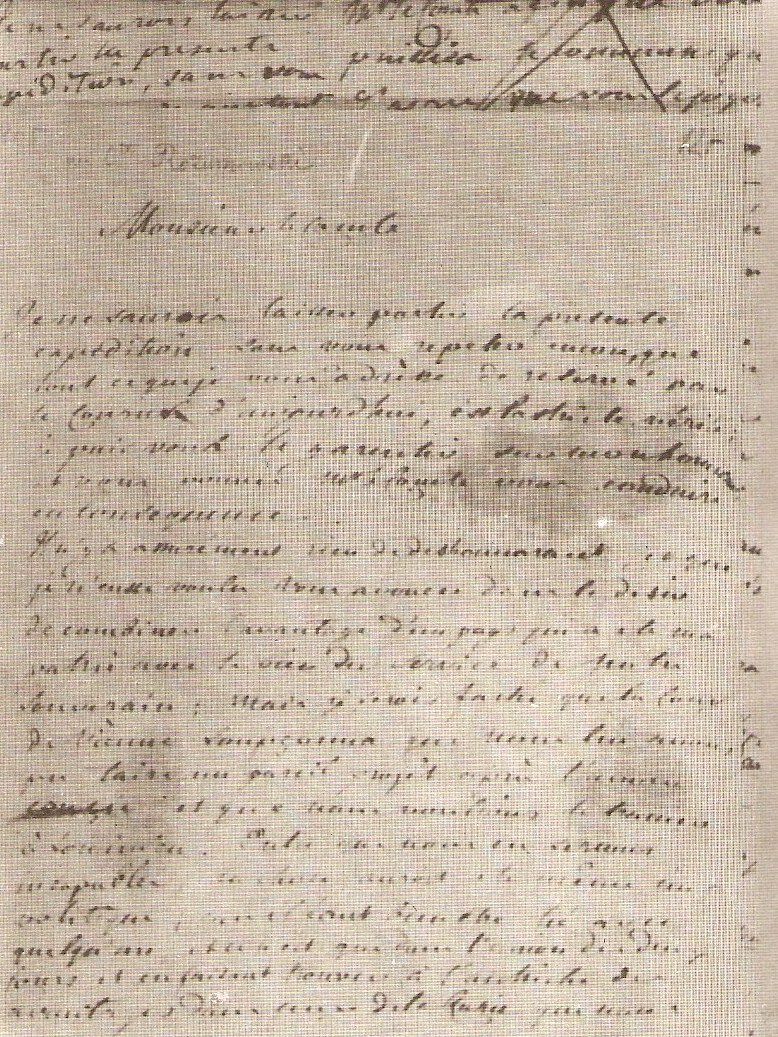
Depesza Adama Jerzego Czartoryskiego do Andrieja Razumowskiego, ambasadora Rosji w Wiedniu, wysłana z Puław w październiku 1805, dotycząca sprawy polskiej w ramach tzw. planu puławskiego

Tymczasem synowie księżnej, Adam Jerzy i Konstanty Adam, od 1795 przebywali na dworze carskim w Petersburgu, tylko sporadycznie odwiedzając Puławy. Służyli carycy Katarzynie II, a po jej śmierci w 1796 carowi Pawłowi I. Ten zezwolił na powrót do kraju Konstantemu, Adam Jerzy natomiast pozostał na petersburskim dworze, od czerwca 1797 był adiutantem wielkiego księcia i następcy tronu Aleksandra. Od początku pobytu w Petersburgu Adama i Aleksandra połączyła nić głębokiej przyjaźni, wynikająca ze wspólnych poglądów politycznych – Aleksander był wtedy ogarnięty duchem idealizmu i nosił się z planami dokonania poważnych reform demokratycznych w państwie rosyjskim po wstąpieniu na tron. Przyjaźń ta nie przeszkodziła też jednak nawiązaniu przez Adama Jerzego romansu z żoną przyjaciela, wielką księżną Elżbietą, romansu nawiązanego i utrzymywanego za wiedzą i zgodą Aleksandra, który nie darzył swojej żony prawdziwą miłością. Kiedy ze związku tego urodziło się dziecko, w sierpniu 1799 rozwścieczony car zesłał Adama Jerzego jako posła na Sardynię, po zamordowaniu Pawła I i wstąpieniu na rosyjski tron Aleksandra I w 1801 Czartoryski mógł jednak powrócić do Petersburga. Wkrótce zaczął też piąć się po szczeblach kariery urzędniczej w państwie carskim – we wrześniu 1802 Adam Jerzy Czartoryski został mianowany zastępcą ministra spraw zagranicznych, a kiedy urzędujący minister Aleksander Woroncow ze względu na stan zdrowia ustąpił ze stanowiska, w lutym 1804 Adam Jerzy zajął jego miejsce.
Przyjacielskie stosunki łączące Adama Jerzego Czartoryskiego z carem Aleksandrem mogły też przyczynić się do opracowania w 1805 tzw. planu puławskiego, którego głównym architektem był młodszy książę Adam. Nazwa „plan puławski” przyjęła się od wizyty cara Aleksandra w Puławach w okresie od 30 września do prawdopodobnie 16 października 1805; początki koncepcji, która później otrzymała tę nazwę, datują się jednak już od końca wiosny lub początku lata 1805, kiedy to minister Czartoryski zaczął pracować nad planem wystąpienia zbrojnego przeciwko Prusom. Przyczyną opracowania planu był była chęć, w związku z montowaną III koalicją antyfrancuską, zmuszenia Królestwa Prus, które w obliczu zbliżającego się kolejnego konfliktu w Europie chciały zachować neutralność, do wystąpienia przeciwko Francji i przepuszczenia przez swoje terytorium wojsk rosyjskich.
Część historyków interpretuje to jako koncepcję odrodzenia państwa polskiego konkurencyjną dla orientacji napoleońskiej (Księstwo Warszawskie jeszcze wtedy nie zostało powołane przez Napoleona), przewidującą pokonanie Prus – w walkach miałyby uczestniczyć również polskie ochotnicze formacje wojskowe – i utworzenie autonomicznego państwa polskiego pod berłem Aleksandra z przyłączonymi ziemiami zaboru pruskiego i Galicją, którą pozyskano by od Austrii w zamian za nabytki w Niemczech lub północnych Włoszech. Zdaniem Jerzego Skowronka jednak „program [planu puławskiego] w sprawie polskiej był znacznie skromniejszy, aniżeli sugerowali to później współpracownicy i apologeci księcia Adama oraz znaczna część historyków”.
Wahania cara i rozwój sytuacji politycznej doprowadziły ostatecznie do fiaska planu, który tymczasem przybrał już konkretną postać planu sztabowego. 18 września 1805 Aleksander zawiesił plan na czas nieokreślony. 30 września car razem z Adamem Jerzym odwiedził rezydencję jego rodziców w Puławach. Dla księstwa wizyta ta była bardzo ważnym wydarzeniem. Wizycie gościa towarzyszyły liczne zabawy, Aleksander zapoznał się też ze zbiorami księżnej Izabeli w Świątyni Sybilli, Czartoryscy nie zdołali jednak osiągnąć swojego głównego celu podczas tych odwiedzin i zmienić decyzji cara. Koncepcja wspólnej walki przeciwko Prusom ostatecznie upadła 9 października, kiedy wysłannik cara książę Piotr Dołgoruki wynegocjował na dworze pruskim zgodę króla Fryderyka Wilhelma III na przemarsz wojsk rosyjskich. Na wiadomość o tym Aleksander natychmiast opuścił Puławy i udał się na dwór pruski, gdzie zawarł symboliczne przymierze z Fryderykiem Wilhelmem III nad grobem Fryderyka II – nadzieje stronnictwa prorosyjskiego okazały się płonne.

## Epoka Księstwa Warszawskiego

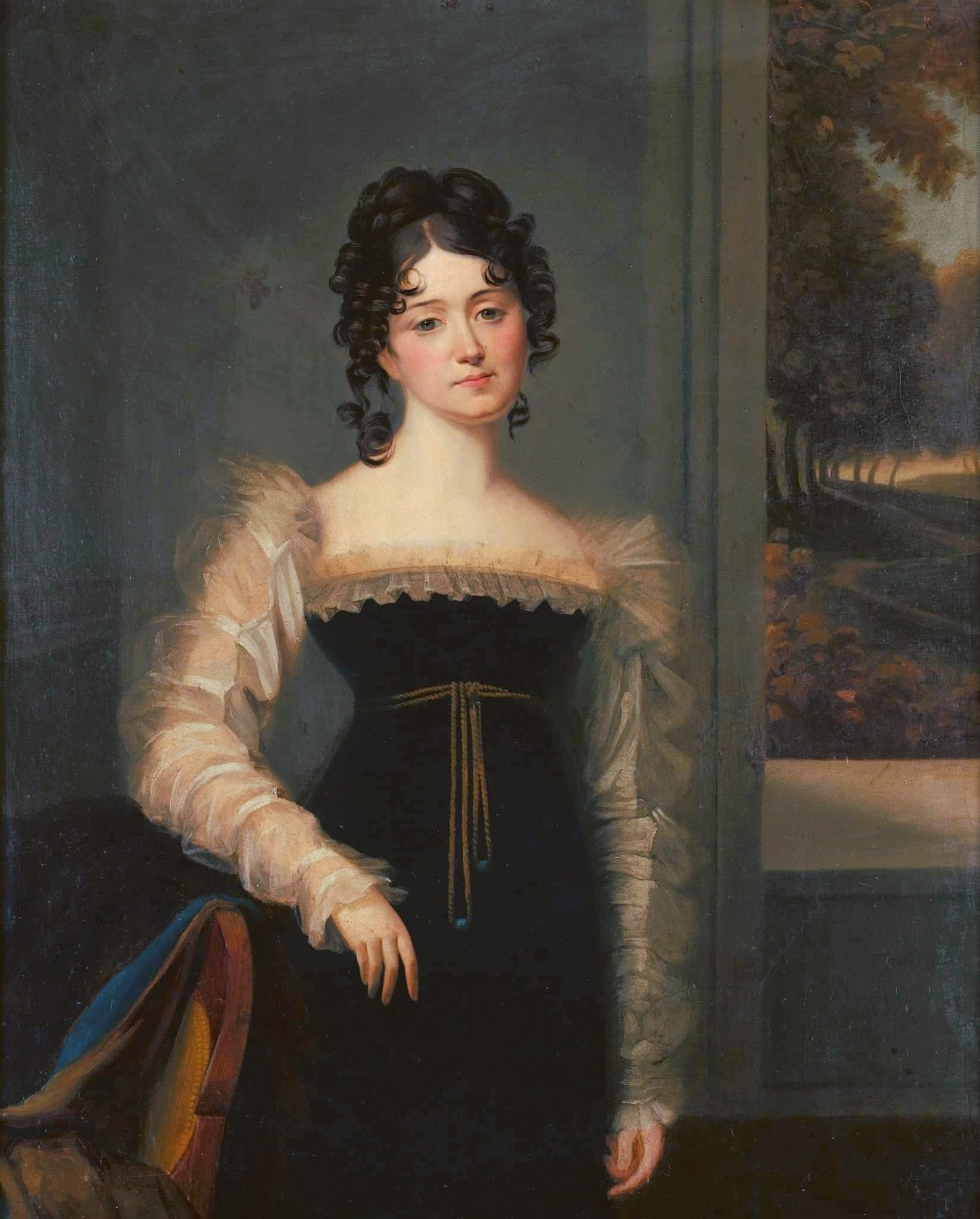
Zofia, najmłodsza córka Izabeli, w 1798 poślubiła Stanisława Zamoyskiego

Przetaczające się od kilku lat przez Europę wojny napoleońskie spowodowały, że wśród członków rodziny Czartoryskich ujawniły się różne, często przeciwstawne sympatie i koneksje polityczne. Książę Adam Kazimierz od dawna sympatyzował z Austrią, przyjaźnił się z cesarzem Józefem II i jego następcą Leopoldem II, a w 1808 otrzymał nawet rangę feldmarszałka austriackiego. Jego starszy syn Adam Jerzy, w latach 1804–1806 minister spraw zagranicznych w rządzie Rosji, a formalnie aż do 1831 sekretarz i członek Rady Państwa w Imperium Rosyjskim, pozostawał wierny orientacji prorosyjskiej (po przegranej bitwie pod Austerlitz w 1805 był jedynym, oprócz carskiego adiutanta, członkiem jego świty, który towarzyszył mu w ucieczce z pola bitwy); młodszy syn Konstanty Adam wstąpił natomiast do wojska francuskiego, gdzie awansował do stopnia pułkownika. Sympatie napoleońskie wykazywała też córka Zofia, której mąż Stanisław Zamoyski również uczestniczył w kampaniach wojennych po stronie Francuzów. Druga córka Maria wykazywała zainteresowania literackie – kiedy w 1807 utworzono Księstwo Warszawskie, jedną z ważniejszych instytucji kulturalnych tego czasu stał się salon literacki prowadzony w Warszawie w latach 1808–1816 przez Marię Wirtemberską; spotkania uczestniczących w nim literatów (m.in. Jana Ursyna Niemcewicza) Maria nazywała „błękitnymi sobotami”.

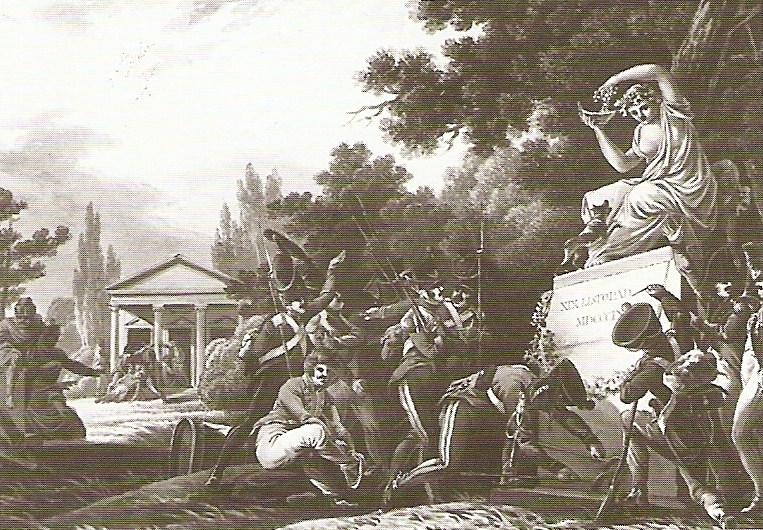
Żołnierze pod (w rzeczywistości nieistniejącym) pomnikiem w parku w Puławach

Sama Izabela i jej mąż Adam Kazimierz nadal mieszkali w Puławach, które do 1809 pozostawały w granicach Austrii. Kiedy w owym roku wybuchła wojna polsko-austriacka, polskie wojsko dotarło również do Puław, a 29 czerwca 1809 w puławskim pałacu stanęła główna kwatera dowódcy księcia Józefa Poniatowskiego. Wkraczających żołnierzy powitano bardzo uroczyście, przy wejściu do kompleksu pałacowego wzniesiono bramę triumfalną, a księżna Izabela wygłosiła napisany przez siebie wiersz Do Wojska Polskiego. Wybrani, najwaleczniejsi żołnierze mogli też zwiedzić Świątynię Sybilli, oprowadzani po niej przez samą księżną – panowało powszechne przekonanie o spełnieniu proroctw puławskiego mitu sybillińskiego i odzyskaniu przez Polskę niepodległości. Przy okazji pobytu Poniatowskiego w Puławach symbolicznie otwarto też nowe muzeum księżnej Izabeli – Dom Gotycki, na ścianie Domu poświęconej Tadeuszowi Kościuszce umieszczono napis „Oby odtąd zwycięstwa nasze zatrzeć mogły pamięć klęsk doznanych”; budowla ta nie była jednak jeszcze wykończona, jej właściwe otwarcie nastąpiło w 1811.
3 lipca na rozkaz Napoleona Poniatowski opuścił Puławy, aby dalej zajmować Galicję; w Puławach pozostali ranni i chorzy, dla których zorganizowano szpital, przewożono później do niego również żołnierzy, którzy odnieśli rany w późniejszych bitwach, m.in. pod Sandomierzem. Izabela Czartoryska bardzo zasłużyła się w opiece nad rannymi. Jak wspominał później gen. Jan Kanty Julian Sierawski:

… księżna ze łzami w oczach, mocno ranionych w budowlach pałacu mieściła, lekko zaś pokaleczonych tym poleciła wieśniakom, którzy ją dobrą swą matką z dawna mianować zwykli. Tu wszędzie przygotowane różne wygody, szarpie, lekarstwa, przekonywały każdego, że już od trzech dni o ich potrzebach myślano.

W zbiorach Muzeum Czartoryskich zachował się też anonimowy rysunek przedstawiający rannych pod Sandomierzem i wyleczonych w Puławach żołnierzy składających kule inwalidzkie pod pomnikiem w parku w Puławach. Przedstawiony na rysunku pomnik bogini Flory w rzeczywistości jednak nigdy nie istniał. Rysunek z tym fantastycznym wyobrażeniem żołnierze przesłali księżnej jako wyraz wdzięczności za wyleczenie, a ta złożyła go w Świątyni Sybilli.
Wojna polsko-austriacka szybko zakończyła się zwycięstwem wojsk polskich i na mocy pokoju w Schönbrunnie w październiku 1809 Puławy weszły w skład Księstwa Warszawskiego.

## Dom Gotycki

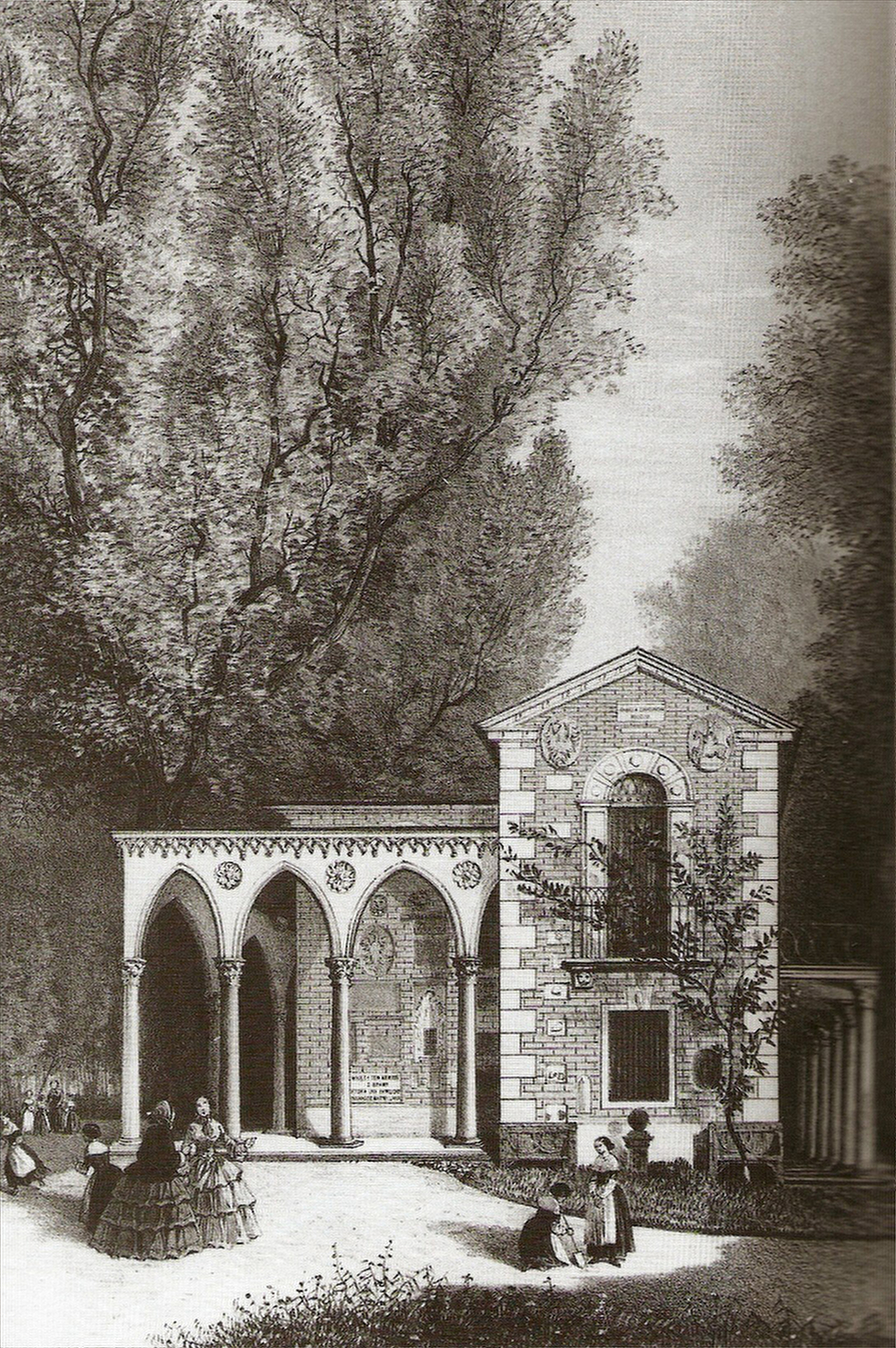
Dom Gotycki w Puławach

Drugim dziełem życia Izabeli Czartoryskiej, obok Świątyni Sybilli, był Dom Gotycki, wzniesiony w puławskim parku tuż koło Świątyni i mieszczący przede wszystkim pamiątki obce. Z planami jego wybudowania księżna nosiła się jeszcze podczas budowy Świątyni Sybilli; symboliczna inauguracja niewykończonego Domu nastąpiła podczas wizyty księcia Poniatowskiego w 1809, jednak oficjalne otwarcie, połączone z urodzinami Marii Wirtemberskiej, miało miejsce dopiero 25 marca 1811. Podobny budynek (również o nazwie Dom Gotycki) zbudowała wcześniej w Arkadii rywalizująca z Izabelą w działalności kolekcjonerskiej Helena Radziwiłłowa, jednak prawdziwych inspiracji dla puławskiej budowli należałoby szukać na zachodzie Europy, w szczególności w angielskim Gothic Castle Horace’a Walpole’a i niemieckim Gothisches Haus książąt Anhalt-Dessau w Wörlitz, który księżna odwiedziła w 1785. Jak pisze Zdzisław Żygulski:

Koncepcja Domu Gotyckiego w Puławach była dialektycznym przeciwstawieniem idei Świątyni Sybilli. Miejsce klasycznego kanonu zajął eklektyzm, jedność ustąpiła wielości, jasność form zawiłości, a sakralność – świeckości. Przejście od Sybilli do Domu Gotyckiego oznaczało decydujące zwycięstwo romantyzmu w idei puławskiej.

Autorem projektu architektonicznego budynku (wzniesionego z wykorzystaniem elementów dawnego pawilonu barokowego, który wcześniej stał w tym miejscu) był znowu Chrystian Piotr Aigner, przy aranżacji wnętrz współdziałali Fryderyk Bauman i Wojciech Jaszczołd, w pracach decydujący głos miała jednak zawsze księżna Izabela i to ją należy uznać za właściwą autorkę koncepcji puławskiego muzeum. Zachowany do dzisiaj dwukondygnacyjny budynek o nieregularnym kształcie został wzniesiony w stylu gotyckim. Z zewnątrz Dom stanowił swoiste lapidarium – w jego ściany (z których każda nosiła inną nazwę) wmurowano fragmenty architektury i rzeźby, a także okazy ceramiczne i metalowe. Nad drzwiami wejściowymi umieszczono cytat z Eneidy Wergiliusza: Sunt lacrimae rerum et mentem mortalia tangunt (pol.: „I pamiątki łzy wyciskają i rzeczy duszę rozczulają”), lepiej znany w skróconej formie: Sunt lacrimae rerum (w dosłownym tłumaczeniu: „są łzy rzeczy”), dobrze oddający charakter zbiorów Domu. Owymi łzami rzeczy była niezliczona ilość pamiątek historycznych i dzieł sztuki pomieszczonych w Domu. Pamiątki te Izabela zgromadziła częściowo podczas swoich podróży zagranicznych, częściowo otrzymywała je w darze. Kolekcję wzbogacały również grabieże podczas wojen napoleońskich. Dużo obiektów sztuki flamandzkiej, burgundzkiej i hiszpańskiej księżna pozyskała np. od skarbnika Orderu Złotego Runa w Brukseli, Jana Karola Beydaelsa da Zittaerta, który w 1794, uciekając przed armią francuską, wywiózł je do Wiednia; na terenie Niemiec i obecnej Belgii w latach 1810–1811 z ramienia księżnej działał też gen. Michał Sokolnicki, pozyskując dla niej np. witraże z tamtejszych kościołów (częściowo wprawiono je w okna Domu gotyckiego, nie zachowały się do dzisiejszych czasów) i iluminowane rękopisy z XV wieku (obecnie w Bibliotece Czartoryskich).

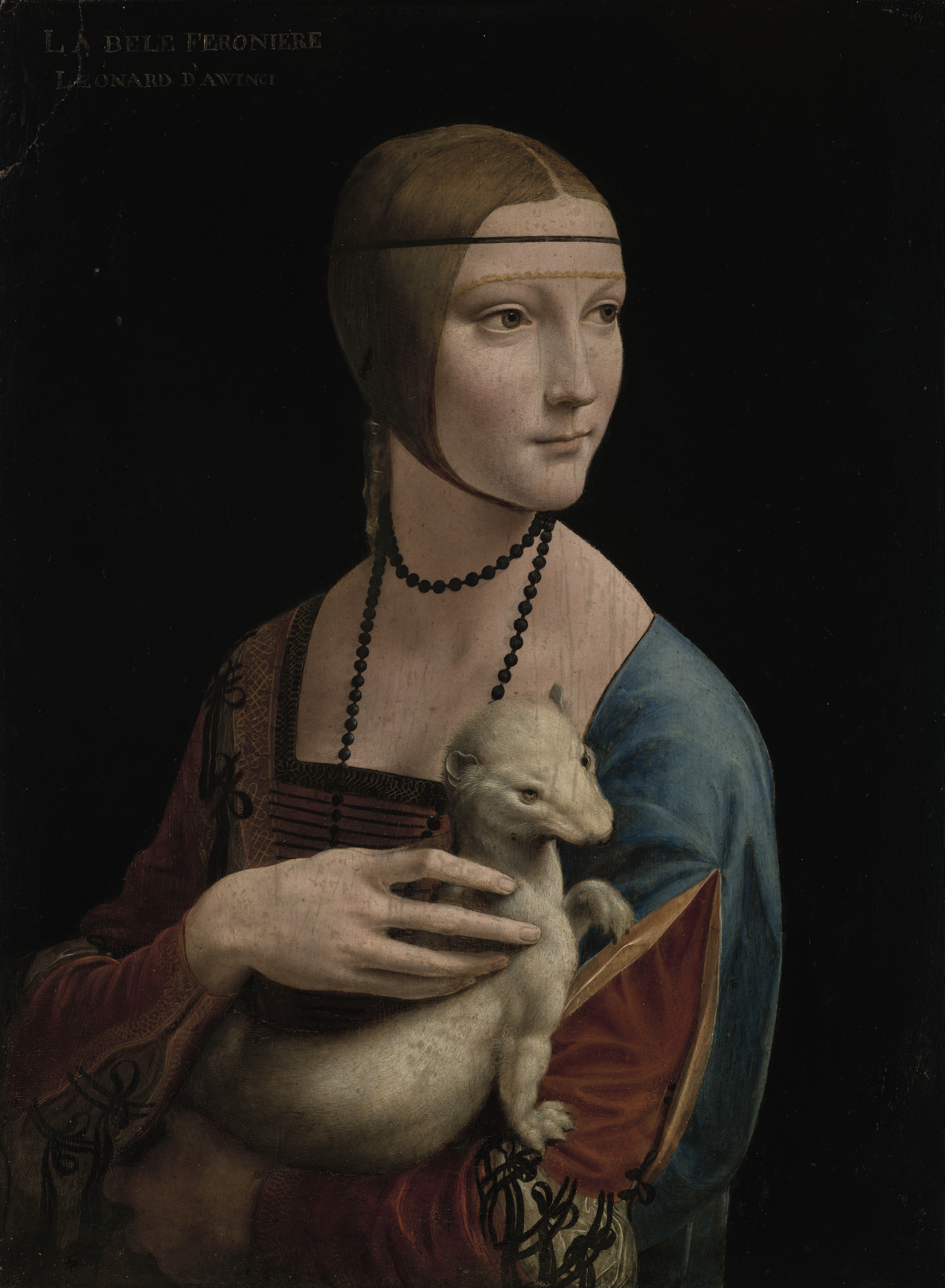
Dama z gronostajem Leonarda da Vinci

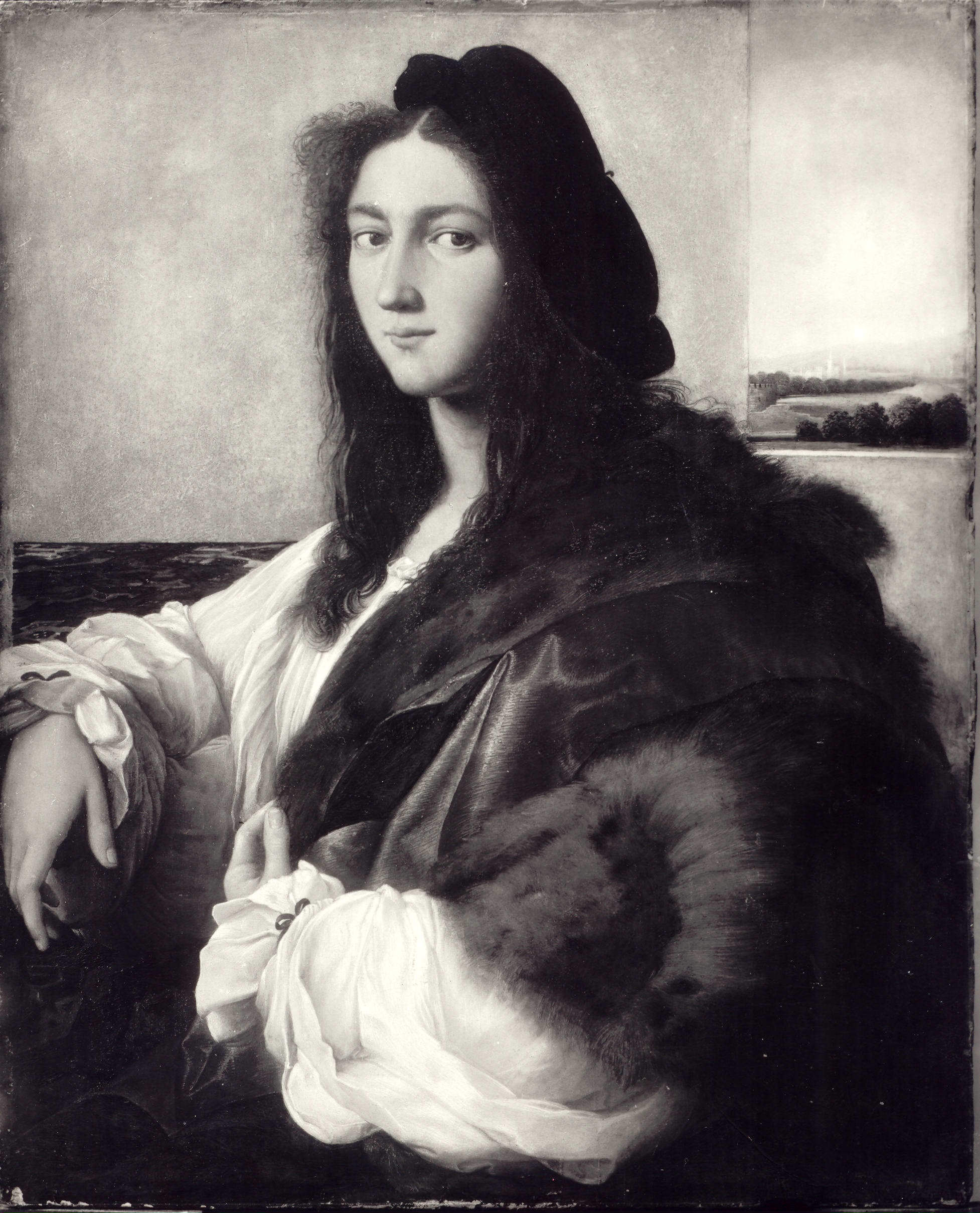
Portret młodzieńca Rafaela Santi (oba obrazy znajdowały się ze zbiorach Domu Gotyckiego)

Większość zbiorów w Domu Gotyckim była pochodzenia obcego, uzupełniano je jednak również o eksponaty polskie, które ideowo korespondowały ze zbiorami zagranicznymi. Według Zdzisława Żygulskiego zbiory te można podzielić na cztery zespoły ideowe:
1. Lapidarium – zabytki umieszczone na zewnętrznych ścianach Domu Gotyckiego. Każda ze ścian nosiła osobną nazwę, która korespondowała z umieszczonymi na niej pamiątkami. Były to kolejno ściany: Kazimierza Wielkiego (na której był wmurowany m.in. orzeł z zamku Łobzowie pod Krakowem, zbudowanego przez Kazimierza Wielkiego); Długosza (m.in. z pamiątkami z Wawelu, w tym 24 głowami wawelskimi z Sali Poselskiej); Rzymska (m.in. z pamiątkami przywiezionymi z Rzymu przez Adama Jerzego, syna Izabeli); Cyda i Chimeny (zawierająca pamiątki o charakterze romantycznym, m.in. kamienie z rzekomego grobu tej pary hiszpańskich kochanków); Gostynińska (nazwa wzięta od zabytku określonego jako „cegły i drzewo wzięte z pokoju w Gostyninie, w który Szujscy poumierali”[108]); Boguty i Sędziwoja (nazwa od dwóch kamiennych posągów z rzekomych grobów dwóch postaci z czasów średniowiecza z Wielkopolski); Kościuszki (nie tylko z pamiątkami po bohaterze, ale też np. kulą z bitwy pod Wiedniem w 1683); Litewska (przede wszystkim z fragmentami architektury Wilna) i wreszcie ściana Żółkiewskiego, otoczonego w Puławach ogromnym kultem, z brązową figurką hetmana[109].
2. Pamiątki historyczne po sławnych postaciach historii świata. Zespół ten stanowił najliczniejszą grupę eksponatów i trzon kolekcji Domu Gotyckiego. Wśród postaci tych dominowali cesarze, królowie, książęta i rycerze; np. liczną grupę eksponatów stanowiły pamiątki po Napoleonie, księżna posiadała też pamiątki po Ludwiku XVI, Ryszardzie Lwie Serce, Henryku VIII, Karolu I i jego antagoniście Oliverze Cromwellu, rycerzu Cydzie i jego ukochanej Chimenie. Wśród postaci upamiętnionych w Domu Gotyckim byli też bojownicy o wolność jak Jerzy Waszyngton czy legendarny Wilhelm Tell, poeci, uczeni i filozofowie: w Domu znajdowały się m.in. krzesła Williama Szekspira i Jana Jakuba Rousseau, maska pośmiertna Isaaca Newtona, pamiątki po Jamesie Cooku i Wolterze i liczne autografy, m.in. Johanna Wolfganga Goethego i Friedricha Schillera[110].
3. Osobliwości, gromadzone na wzór różnych europejskich kunst- i wunderkamer, czyli gabinetów osobliwości. Do eksponatów tych należały okazy niezwykłej broni (np. puginał o rękojeści z kości ludzkiej z czasów księcia Alby), czy galeria sławnych więźniów od Ryszarda Lwie Serce po XVIII-wiecznych więźniów stanu. Do tradycji wystawiania tego eksponatów nawiązano później w krakowskim Muzeum Czartoryskich w 1876, urządzając w nim sekretny gabinet „Ciekawości”[111].
4. Dzieła malarstwa i sztuki użytkowej, które przez księżną nie były kojarzone z postaciami historycznymi, lecz które trafiły do muzeum dzięki walorom artystycznym. W Domu Gotyckim wisiały m.in. trzy najcenniejsze obrazy, jakie kiedykolwiek znajdowały się w kolekcjach polskich muzeów: Dama z gronostajem Leonarda da Vinci, Krajobraz z miłosiernym Samarytaninem Rembrandta (oba znajdują się obecnie w Muzeum Czartoryskich w Krakowie) oraz Portret młodzieńca Rafaela Santi (zaginiony w czasie II wojny światowej). Damę z gronostajem (obraz ten jak również Portret młodzieńca zakupił we Włoszech dla księżnej Izabeli jej syn Adam Jerzy) można aczkolwiek zaliczyć również do pierwszej grupy eksponatów. Izabela nie znała historii powstania obrazu i prawdziwej tożsamości modelki i utożsamiała ją z Madame Féron, nazywaną „La Belle Ferronière”, kochanką króla Francji Franciszka I, tak więc obraz można zaliczyć do grupy pamiątek pod Franciszku I, aczkolwiek o błędnej atrybucji[112][113].

Księżna Izabela sprawowała osobistą pieczę nad wszystkimi tymi zbiorami, ich gromadzenie, opracowywanie i katalogowanie zabierało jej większość czasu aż do opuszczenia Puław w 1831. Na szczególną uwagę zasługuje monumentalny własnoręcznie przez nią spisany i ilustrowany Katalog pamiątek złożonych w Domu Gotyckim w Puławach w trzech tomach in folio ze szczegółowym opisem wszystkich pamiątek. Na jego podstawie w 1828 w Warszawie ukazał się pierwszy polski drukowany katalog muzealny: Poczet pamiątek zachowanych w Domu Gotyckim w Puławach pod red. Izabeli Czartoryskiej, będący głównym źródłem wiadomości o zbiorach Domu Gotyckiego.

## Wojna 1812 roku. Królestwo Kongresowe. Ostatnie lata życia

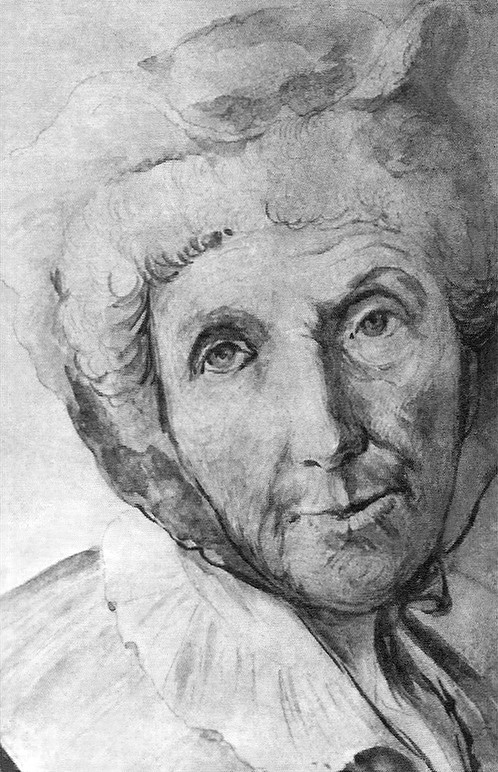
Izabela Czartoryska (1831)

Kiedy w 1812 rozpoczęła się wojna francusko-rosyjska, w Polsce pojawiła się nadzieja całkowitego odrodzenia państwa polskiego w jego przedrozbiorowych granicach. 28 czerwca 1812 w Warszawie otwarto posiedzenie sejmu, na którym ogłoszono zawiązanie Konfederacji Generalnej i przywrócenie Królestwa Polskiego. Marszałkiem konfederacji został Adam Kazimierz Czartoryski, mąż Izabeli. Uchwałami konfederacji przywrócono w zasadzie ustrój Rzeczypospolitej Obojga Narodów, w tym dawny herb z Orłem i Pogonią, wprowadzono też błękitno-karmazynowe barwy narodowe (z czasów konfederacji barskiej). Izabela towarzyszyła mężowi w jego nowych obowiązkach; m.in. trzy razy w tygodniu organizowała wieczorne herbaty, na których przyjmowano ok. 200 osób, uczestniczyła w manifestacjach na ulicach i placach, rozrzucając wraz z innymi damami błękitno-karmazynowe kokardy. Adam Kazimierz, będąc już w podeszłym wieku i czując, że nie ma realnej władzy ani wpływu na bieg wypadków, szybko jednak zrezygnował z funkcji marszałka i powrócił do Sieniawy; żona wkrótce podążyła za nim i stamtąd oraz z Puław obserwowała dalszy bieg wypadków.
W wyprawie na Rosję, która rozpoczęła się w tym samym miesiącu, wziął udział również syn Izabeli, Konstanty, który zasłużył się w zdobyciu Smoleńska a później został ciężko ranny pod Możajskiem. Księżna żywo interesowała się przebiegiem kampanii, dając w swojej korespondencji przekonaniu, że zbliża się czas odrodzenia Polski. Kiedy pod Smoleńskiem poległ zaprzyjaźniony z Puławami Michał Grabowski, uczciła go upamiętniającym napisem w grotach puławskich. Po kilku miesiącach, wobec klęsk wojska Napoleona, entuzjazm Polaków szybko opadł, a w 1813 wojska rosyjskie zajęły Polskę. Klęska nie spowodowała jednak represji wobec Czartoryskich, do których car Aleksander odnosił się przyjaźnie, m.in. ze względu na związki, które go łączyły z Adamem Jerzym. W 1815 na skutek postanowień kongresu wiedeńskiego Puławy znalazły się w Królestwie Polskim.
Po utworzeniu Królestwa Kongresowego jego namiestnikiem, wbrew oczekiwaniom polskiego społeczeństwa i samej Czartoryskiej, nie został jej syn Adam Jerzy, lecz Józef Zajączek. Zawiedziona w swoich nadziejach księżna powróciła do Puław, gdzie zajęła się pracą w swojej rezydencji. Przede wszystkim nadal zajmowała się swoimi zbiorami w Świątyni Sybilli i Domu Gotyckim, ciągle je poszerzając. W 1818 po śmierci Tadeusza Czackiego od jego spadkobierców odkupiono i w 1819 przewieziono do Puław bibliotekę składającą się z 15 000 tomów. Od tego czasu biblioteka Czartoryskich stała się jedną z najcenniejszych w kraju.
Księżna interesowała się też położeniem chłopów w swoim majątku, zwłaszcza sprawami edukacji. We Włostowicach założyła jedną z pierwszych na Lubelszczyźnie szkół elementarnych (budynek zachował się do dzisiaj i jest obecnie siedzibą Muzeum Oświatowego w Puławach), potem otworzyła jeszcze dwie inne szkoły (w tym jedną dla dziewcząt), a w 1816 ofiarowała w Puławach dom z ogrodem na rzecz Instytutu Nauczycieli Elementarnych i Organistów – jednego z pierwszych w Polsce zakładów kształcenia nauczycieli.
Chociaż większość będących jej poddanymi włościan była niepiśmienna, pisała też książki dla ludu. W 1815 we Wrocławiu wydano jej Książkę do pacierzy dla dzieci wiejskich podczas mszy świętej dla szkółki puławskiej napisaną, zawierającą nie tylko modlitwy, lecz również wiersze (samej księżnej i Jana Kochanowskiego) i pouczenia dotyczące życia moralnego. W 1819 wydała Pielgrzyma w Dobromilu, czyli nauki wiejskie z dodatkiem powieści i 40 obrazkami, ramową opowieść o królach Polski. W 1821 ukazał się Pielgrzym w Dobromilu, część druga, czyli dalszy ciąg nauk wiejskich z dziesięcią obrazkami i muzyką, tym razem poświęcony wybitnym pisarzom, hetmanom, bohaterom; do obu części dodane były wskazówki moralne, gospodarskie itp., jak również powieści wiejskie autorstwa jej córki Marii Wirtemberskiej. Obie książki napisała z myślą o wykorzystaniu ich w swojej szkole wiejskiej we Włostowicach, cieszyły się one jednak powodzeniem w całym kraju. Trzecią pracą literacką Czartoryskiej powstałą w tym czasie był napisany po francusku Dziennik podróży do Cieplic, opisujący jej wrażenia z podróży na Dolny Śląsk, którą odbyła w celach leczniczych w 1816.

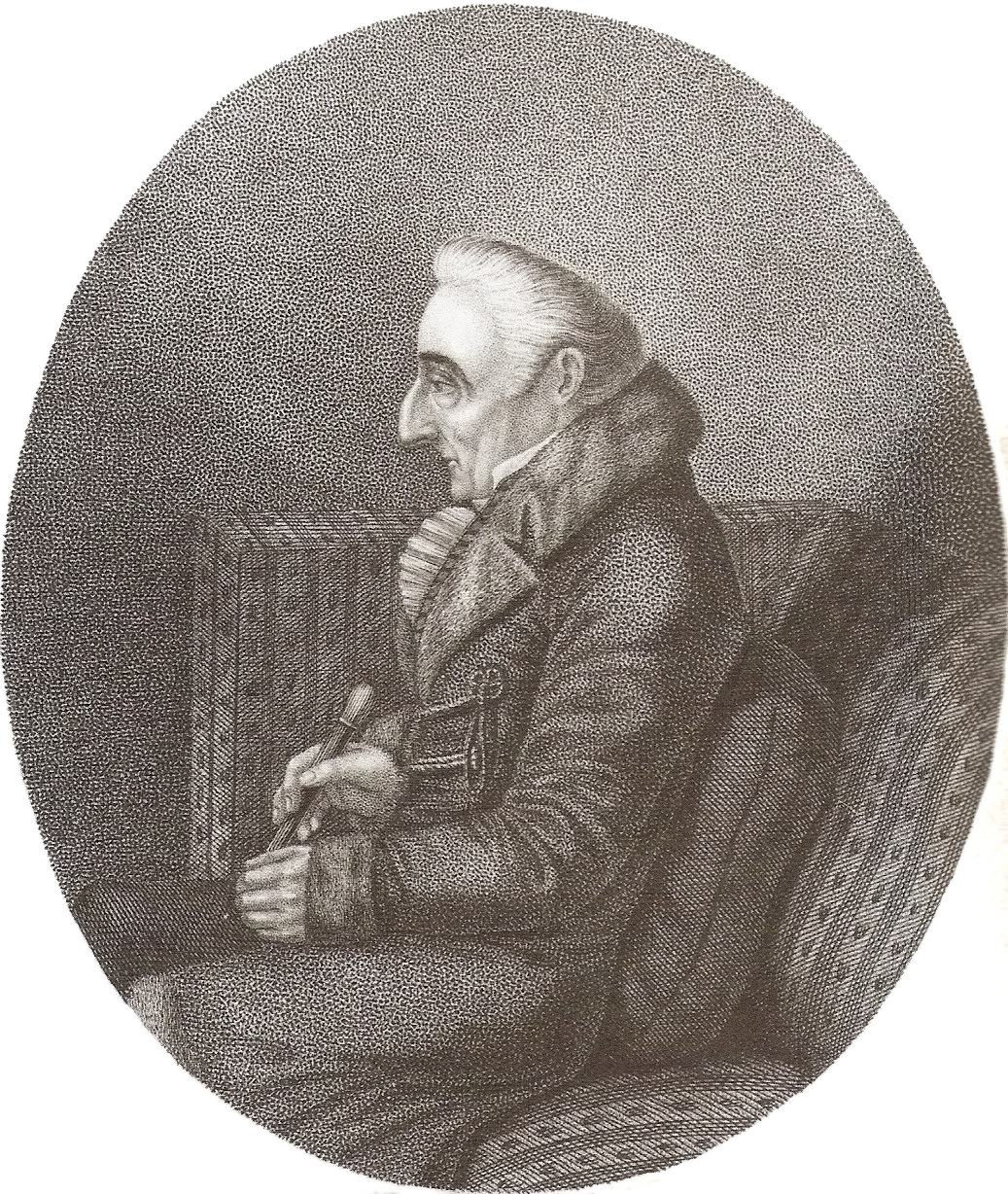
Adam Kazimierz Czartoryski w podeszłym wieku

Podczas gdy w okresie tym Czartoryska przebywała głównie w Puławach, jej mąż Adam Kazimierz jako były dowódca galicyjskiej Nobelgarde i austriacki feldmarszałek wolał zamieszkiwać w swojej siedzibie w Sieniawie. W 1818 z okazji wizyty cara Aleksandra odbył się tam zjazd rodzinny Czartoryskich, na który przybyli też Izabela, Adam Jerzy i Maria. Książę generał jednak coraz bardziej podupadał na zdrowiu, stopniowo wycofywał się z życia towarzyskiego i wreszcie zmarł w 1823. Został pochowany w kościele Świętego Krzyża w Warszawie obok swojego ojca Augusta Aleksandra i tragicznie zmarłej w dzieciństwie córki Teresy. Klucz końskowolski z Puławami odziedziczył Adam Jerzy, Izabela nadal mogła jednak korzystać z pałacu, parku, oranżerii, cieplarni, wciąż dbała też o okoliczne wioski.
Kiedy w 1830 wybuchło powstanie listopadowe, Adam Jerzy Czartoryski, chociaż był przeciwnikiem powstania, został prezesem Rządu Tymczasowego a później Rządu Narodowego. Działania wojenne wkrótce ogarnęły też Puławy. W lutym 1831 rosyjski generał Cyprian Kreutz wkroczył ze swoimi oddziałami w Lubelskie, zajmując również Puławy. Kiedy po drugiej stronie Wisły do Góry Puławskiej zbliżyły się wojska polskie pod dowództwem pułkowników Łagowskiego i Kozakowskiego, przekradła się do nich Aleksandra Zaborowska, panna z dworu księżnej, informując ich o położeniu i liczebności garnizonu. Doszło do bitwy zakończonej zwycięstwem Polaków, którzy wzięli do niewoli 170 dragonów, potem jednak wycofali się z powrotem za Wisłę. Ściągnęło to odwet nieprzyjaciela – Rosjanie splądrowali Puławy, omijając jedynie pałac, w którym księżna udzieliła schronienia mieszkańcom. Kiedy z odsieczą nadciągnął gen. Józef Dwernicki, doszło do kolejnej, o wiele bardziej zaciętej bitwy, w czasie której ostrzeliwano też pałac, kule przelatywały przez pokoje, zagrażając życiu domowników. Gorycz sytuacji pogłębiał fakt, że wojskami rosyjskimi szturmującymi Puławy dowodził wtedy Adam Wirtemberski, syn Marii Wirtemberskiej i wnuk Izabeli, który podczas powstania przeszedł na stronę rosyjską. Rosjan wreszcie wyparto w stronę Kurowa, stało się jednak jasne, że dalsze przebywanie Czartoryskich w pałacu zagrożonym ciągłym bombardowaniem przez Rosjan jest niemożliwe. W nocy z 5 na 6 marca 1831 księżna Izabela z córkami Marią Wirtemberską i Cecylią Beydale na prośbę syna Adama Jerzego zdecydowała się pieszo opuścić Puławy i schronić się w Górze Puławskiej na lewym brzegu Wisły. Ostatecznie schronienie znalazła w należącym do córki Marii Wysocku w Galicji. Po przegranym powstaniu wszystkie majątki Czartoryskich w zaborze rosyjskim zostały skonfiskowane.
Izabela Czartoryska zmarła w Wysocku 19 czerwca 1835 w wieku 90 lat. Pochowano ją początkowo w Moszczanach, w 1860 trumnę z jej ciałem przewieziono do grobowca rodzinnego Czartoryskich w Sieniawie.

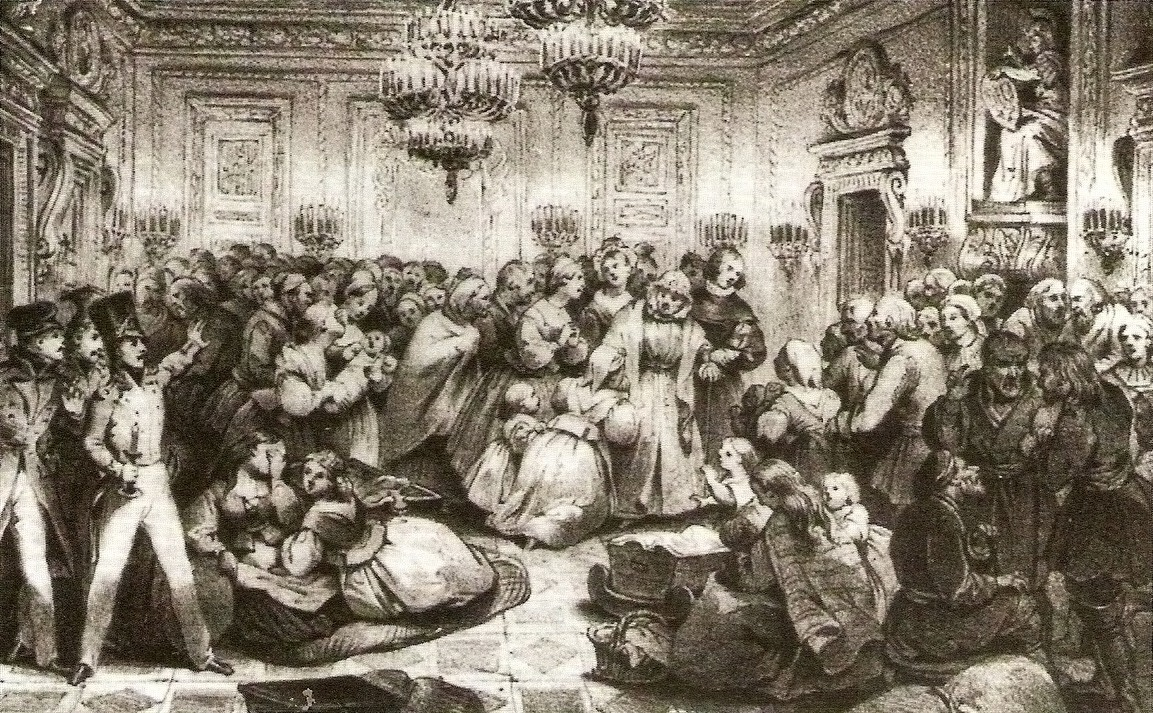
Izabela Czartoryska opuszcza na zawsze Puławy (litografia z 1833)

## Kochankowie księżnej
Izabela Czartoryska, od piętnastego roku życia zamężna z Adamem Kazimierzem, prowadziła bardzo bujne życie erotyczne, również w późniejszym okresie życia, kiedy się zaangażowała w działalność patriotyczną. Jej związki z innymi mężczyznami są często trudne do ustalenia, dlatego też poniższa lista kochanków księżnej nie może być wyczerpująca. Mąż Adam Kazimierz przeważnie wiedział o tych związkach i je tolerował, sam również miał kochanki wśród dam arystokracji. Swoboda życia seksualnego Izabeli była później kłopotliwa dla jej dzieci i potomków w XIX wieku, w wieku XVIII takie zachowanie Izabeli i jej męża mieściło się jednak w kanonach epoki – wynikało ono z rozpowszechnionego w owym czasie libertynizmu.

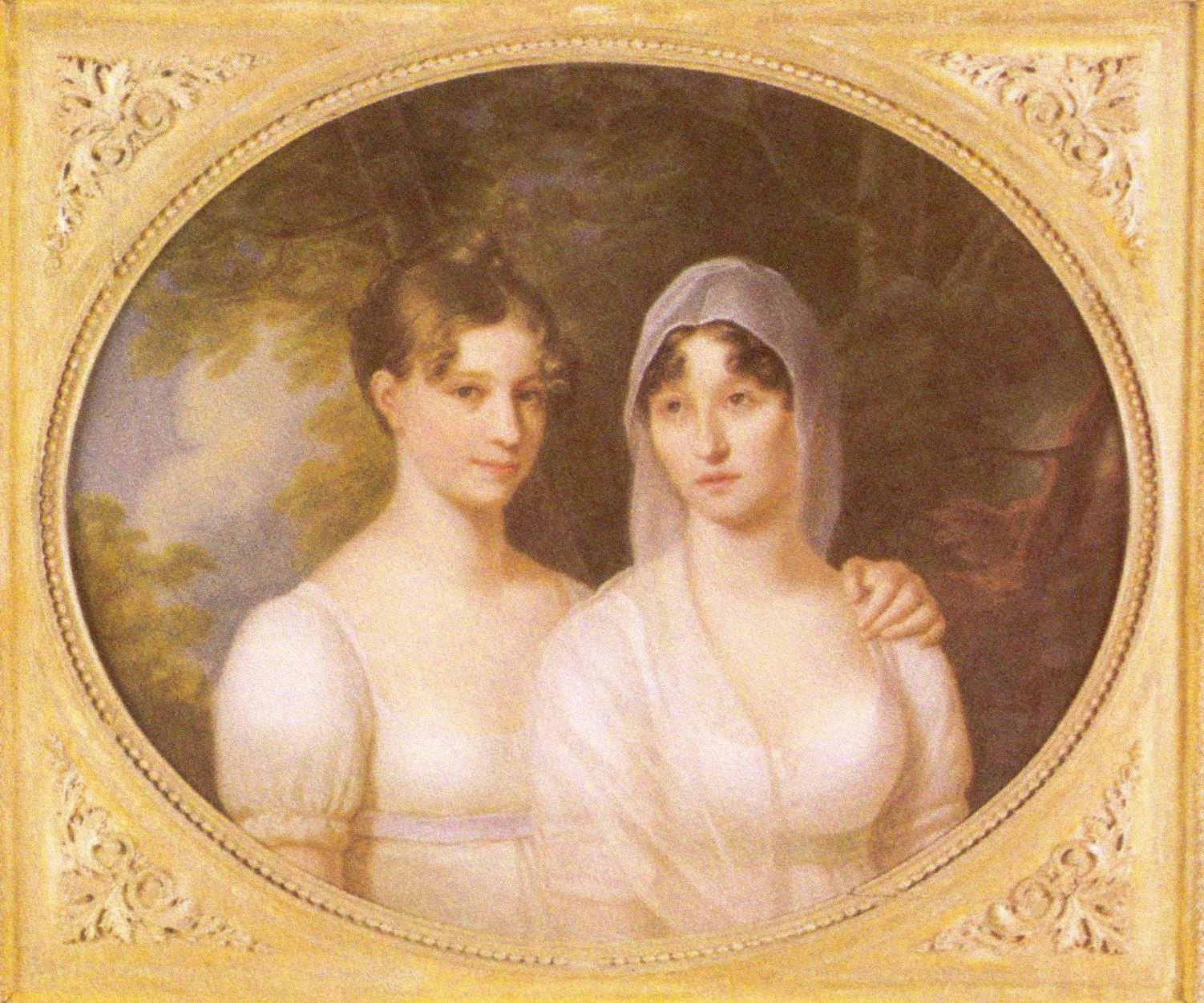
Cecylia Beydale (nieślubna córka Izabeli Czartoryskiej) i Maria Dzierżanowska (wychowanka Izabeli)

Charakter i postępowanie Izabeli trafnie charakteryzuje fraszka Tomasza Kajetana Węgierskiego, który tak o niej pisał:
Przyjemności w dowcipie swoim ma tak wiele,

Ile wdzięków w powabnym i kształtnym jej ciele.

Ma dziwactwa zawziętość i razem jest płocha,

Bez przyczyny nienawidzi i bez przyczyn kocha.

Dzieciom wielką, mężowi miłość chowa mierną,

Umie być Penelopą razem i niewierną.
Kochankami Czartoryskiej byli m.in.:
- Hrabia Alojzy Fryderyk von Brühl – syn Henryka von Brühla, pierwszego ministra Augusta III, reżyser sztuk teatralnych w Thėâtre de Société, w którym w 1765 grała Izabela[126].
- Stanisław August Poniatowski – król Polski i kuzyn Izabeli, pieszczotliwie nazywany przez nią „Antosiem” (jego prawdziwe imiona brzmiały Stanisław Antoni, imię August przybrał dopiero po koronacji). Poniatowski był ojcem Marii Anny, drugiej córki księżnej.
- Nikołaj Repnin – poseł rosyjski w Warszawie, ojciec Adama Jerzego, starszego syna Izabeli.
- Franciszek Ksawery Branicki – generał, później hetman wielki koronny, jego wojska tłumiły konfederację barską. Przypuszczalny ojciec Zofii, najmłodszej córki Izabeli[127].
- Adrien Louis de Bonnières, hrabia de Guines – ambasador francuski w Londynie w latach 1770–1776, poznany przez Czartoryską w 1772[128].
- Armand Louis de Gontaut, książę de Lauzun – „duczek lozański”, ojciec Konstantego Adama, drugiego syna Izabeli.
- Kazimierz Rzewuski – pisarz polny koronny, prawdopodobny ojciec Cecylii Beydale, która wychowywała się na dworze Czartoryskich. Izabela utrzymywała w tajemnicy fakt, że Cecylia jest w rzeczywistości jej córką, prawdę wyznała dopiero wtedy, kiedy w Cecylii zakochał się i chciał się z nią ożenić jej syn Konstanty Adam[129].
- Ignacy Rychłowski – drobny szlachcic, poseł na sejm 1775; według poufnej gazetki Tadeusza Ostrowskiego oszalał z miłości do Izabeli, sprzedał swoją jedyną wioskę i kupił magnacką karetę, aby przypodobać się księżnej[130].

## Dalsze losy kolekcji Izabeli Czartoryskiej
Przed opuszczeniem Puław Czartoryska zdołała ukryć zbiory muzealne Świątyni Sybilli i Domu Gotyckiego oraz część księgozbioru biblioteki puławskiej i archiwum rodowego. Kolekcje te zakopywano w lochach Świątyni Sybilli, piwnicach i grotach, kościele św. Józefa we Włostowicach i klasztorze Reformatów w Kazimierzu Dolnym, ukrywano też u zaprzyjaźnionych rodów w całej Polsce. Po upadku powstania przemycano je przez austriacką granicę, większość książek i archiwaliów trafiła do Sieniawy, a zbiorów muzealnych ze Świątyni Sybilli i Domu Gotyckiego do Krasiczyna; dzięki temu większość kolekcji ocalała. Od lat 40. do 60. XIX wieku zbiory Izabeli Czartoryskiej stopniowo przewożono do Paryża, do Hôtel Lambert, rezydencji Adama Jerzego Czartoryskiego. W latach 70. syn Adama Jerzego Władysław Czartoryski podjął decyzję o ich przeniesieniu do Krakowa, ostatecznie Muzeum Książąt Czartoryskich w Krakowie zostało otwarte dla publiczności 1 grudnia 1876.
W 1897 utworzono ordynację, istniejącą do 1949, zarządzającą Muzeum i Biblioteką Czartoryskich, którą w latach 70. XIX wieku również przeniesiono z Paryża do Krakowa. Tuż przed wybuchem II wojny światowej, w sierpniu 1939, najcenniejszą część zbiorów ukryto w piwnicy pałacu w Sieniawie, Niemcy jednak odkryli je i splądrowali kolekcję. Podczas wojny zaginął m.in. obraz Portret młodzieńca Rafaela. Po wojnie, w 1950, Muzeum włączono do Muzeum Narodowego w Krakowie jako „Oddział – Zbiory Czartoryskich”. Od 1991 pieczę nad zbiorami Muzeum Czartoryskich w Krakowie sprawuje Fundacja Książąt Czartoryskich. 29.11.2016 kolekcję zakupiło państwo polskie.

## Twórczość Izabeli Czartoryskiej
Działalnością literacką Izabela Czartoryska parała się przez całe życie. Pisała wspomnienia, wiersze, książki umoralniające. Jej twórczość, podobnie jak przebudowa pałacu i parku puławskiego, była utrzymana przede wszystkim w duchu sentymentalizmu, Izabela nie akceptowała klasycyzmu. Izabela Czartoryska jest również autorką katalogów swoich zbiorów muzealnych i książki poświęconej zakładaniu ogrodów. Większość tej twórczości za jej życia pozostawała w rękopisie, do dzisiaj również nie wydano wszystkich jej utworów.

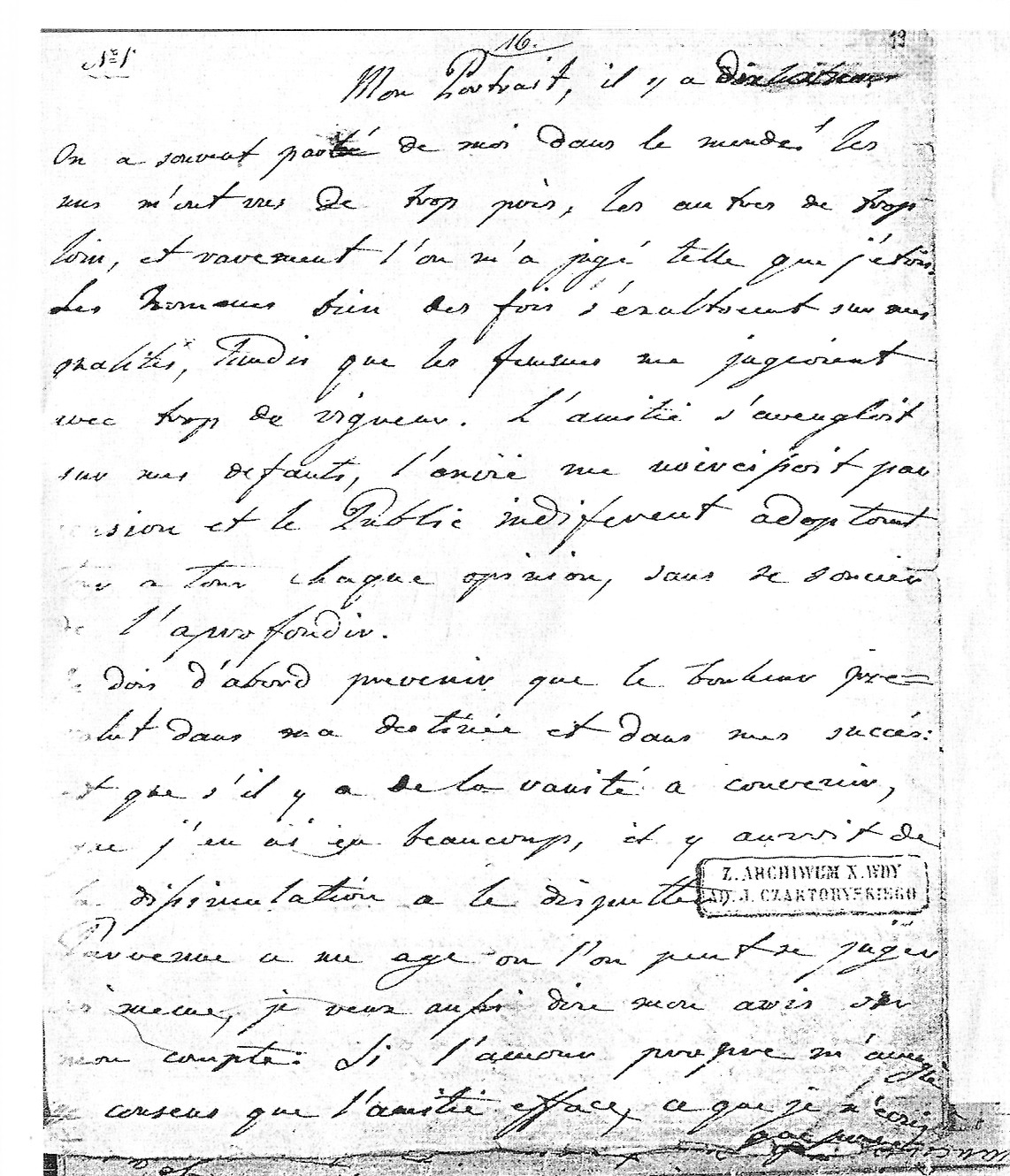
Rękopis Mon portrait, il y a dix ans Izabeli Czartoryskiej

Opublikowane dzieła Izabeli Czartoryskiej:
- Myśli różne o sposobie zakładania ogrodów (1805)
- Książka do pacierzy dla dzieci wiejskich podczas Mszy Świętej dla szkółki puławskiej napisana (1815)
- Pielgrzym w Dobromilu czyli nauki wiejskie z dodatkiem powieści i 40 obrazkami (1819)
- Pielgrzym w Dobromilu, część druga, czyli dalszy ciąg nauk wiejskich z dziesięcią obrazkami i muzyką (1821)
- Dyliżansem przez Śląsk: Dziennik podróży do Cieplic w roku 1816 (wyd. 1968)
- Katalog Sybilli (1827)
- Poczet pamiątek zachowanych w Domu Gotyckim w Puławach (1828)
- Korepondencya księżny Izabelli Czartoryskiéj z poetą Delille'm (wyd. 1887)
- Listy z hr. Flemingów księżny Izabelli Czartoryskiej do starszego syna swego księcia Adama (wyd. 1887)
- Correspondance inédite D’Isabelle Czartoryska avec J.C. Lavater (wyd. 1970)

Wybór dzieł nieopublikowanych:
- Mon portrait, il y a dix ans (pamiętniki)
- Mémoires et écrit divers (pamiętniki)
- Tour through England
- Katalog pamiątek złożonych w Domu Gotyckim w Puławach
- Aventure bizarre mais vrai arrivée à Puławy (powiastka fantastyczno-sentymentalna)
- Wiersze: Wierzba i płacząca brzoza, Do wojska polskiego, Przypatrzmy się przyrodzie i inne